# Lista de figuras da mitologia grega

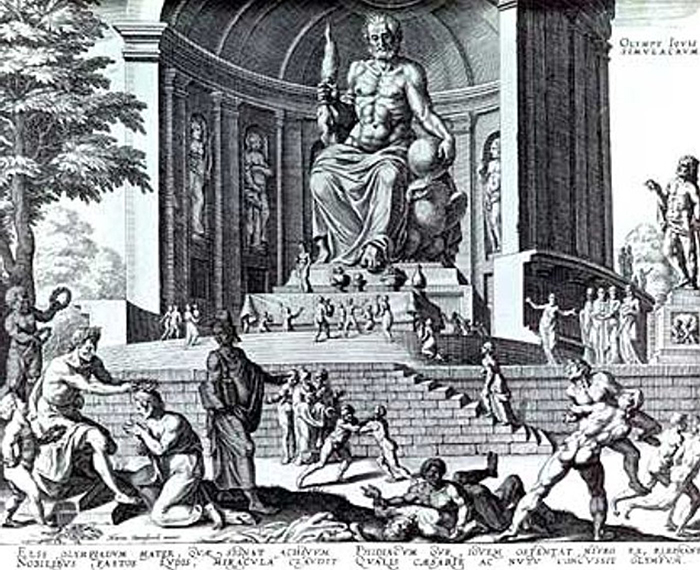
Estátua de Zeus em Olimpia, esculpida por Fidias.

O seguinte artigo é uma lista de deuses, deusas, semideuses e outras figuras ou personagens principais da mitologia grega e a religião grega antigas.

## Imortais
Os gregos criaram imagens de suas deidades para muitos propósitos. Os templos eram a casa das estátuas de um deus ou deusa, ou múltiplas deidades, e podiam ser decorados com cenas de diferentes passagens mitológicas. As imagens divinas eram comuns nas moedas, vasos de bebidas e outras vasilhas que eram pintadas com cenas de mitos gregos.

### Deuses e deusas principais
| Deidade | Descrição |
| ------- | --- |
|         | Afrodite (Ἀφροδίτη, Aphroditē) Deusa do amor, da beleza, do desejo, do sexo e do prazer. Ainda que casada com Hefesto teve muitos amantes, especialmente Ares, Adônis e Anquises. Era representada como uma mulher formosa e é a única deusa que aparece nua ou semi-nua. Os poetas alabavam o resplendor de seu sorriso e seu riso. Seus símbolos são as rosas e outras flores, a concha de vieira, e coroa de murta. Seus animais sagrados são as pombas e passeridae. Seu equivalente romano era Vénus. |
|         | Apolo (Ἀπόλλων, Apóllōn) Deus da música, das artes, do conhecimento, da cura, da peste, da profecia, da poesia,da beleza varonil, do tiro com arco, e do sol. Ele é o filho de Zeus e Leto, e o irmão gêmeo de Artêmis. Como irmão e irmã, que se identificaram com o sol e a lua; Ambos utilizam um arco e uma flecha. Nos primeiros mitos, Apolo luta contra com seu meio-irmão Hermes. Na escultura, Apolo era representado como um homem muito bonito, um jovem imberbe com o cabelo longo e um físico ideal. Ainda que era a realização do perfeccionismo, podia ser cruel e destrutivo, e seus amores eram raramente felizes; Um exemplo foi sua busca infrutuosa da ninfa do bosque Dafne, com seu grande ego que enfureceu a Eros (Cupido), o que causou que Apolo fosse disparado com uma flecha de amor e Dafne com uma flecha de chumbo do ódio. A ninfa transformou-se num laurel, deixando a Apolo para adorar a suas folhas. Seus atributos incluem a coroa de laurel e a lira. Aparece com frequência em companhia das Musas. Os animais sagrados de Apolo incluem os corços, cisnes, cigarras, falcões, corvos, corvos, raposas, ratos e serpentes. Seu equivalente romano também se chamava Apolo. |
|         | Ares (Ἄρης, Árēs) Deus da guerra, do derramamento de sangue e da violência. O filho de Zeus e Hera, foi representado como um jovem imberbe, seja nu com um capacete e lança ou espada, ou como um guerreiro armado. Homero o retrata como de mau humor e pouco confiável, e geralmente representa o caos da guerra em contraste com Atenas, deusa da estratégia militar e da habilidade. Os animais sagrados de Ares são os abutres, serpentes venenosas, cães e javalis. Seu equivalente romano é Marte que pelo contrário era considerado como o antepassado digno do povo romano. O irmão de Hefesto, também teve um romance com sua esposa Afrodite, que Apolo revelou mais tarde a Hefesto. |
|         | Artêmis (Ἄρτεμις, Ártemis) Deusa virgem da caça, do deserto, dos animais, das garotas jovens, do parto, da peste e da lua. Em tempos posteriores chegou-se a associar com os arcos e as flechas. Era a filha de Zeus e Leto, e era irmã gêmea de Apolo. Com frequência era representada na arte como uma mulher jovem, vestida com um quíton curto até o joelho e equipado com um arco de caça e uma aljava de flechas. Seus atributos incluem lanças de caça, peles de animais, o cervo e outros animais selvagens. Seus animais sagrados são os cervos, ursos e javalis. Diana era seu equivalente romano. |
|         | Atena (Ἀθηνᾶ, Athēnâ) Deusa da inteligência, da habilidade, da paz, da guerra defensiva, da estratégia em batalha, do artesanato, e da sabedoria. Segundo a maioria das tradições, nasceu da cabeça de Zeus completamente formada e blindada. Era representada coroada com um capacete com crista, armada com escudo e uma lança, e usando uma égide sobre um vestido longo. Os poetas descrevem-na como "de olhos cinzas" ou de ter, olhos penetrantes especialmente brilhantes. Era uma patrona especial de Heróis como Odisseu. Também era a patrona da cidade de Atenas (que leva o nome dela) Seu símbolo é a oliveira. Normalmente mostrava-se acompanhada de seu animal sagrado, a coruja. Os romanos identificavam-na com Minerva. |
|         | Deméter (Δημήτηρ, Dēmētēr) Deusa dos cereais, da agricultura e da colheita, do crescimento e da nutrição. Deméter é filha de Cronos e Rea e irmã de Zeus, com quem teve a sua filha Perséfone. Era uma das principais deidades dos mistérios eleusinos, nos quais seu poder sobre o ciclo da vida das plantas simbolizava o passo da alma humana através da vida até o outro mundo. Era representada como uma mulher madura, com frequência com coroa e levando maços de trigo e uma tocha. Seus símbolos eram a cornucopia, espigas de trigo, a serpente alada, e a vara de loto. Seus animais sagrados são os porcos e as serpentes. Ceres era seu equivalente romano. |
|         | Dionísio (Διόνυσος, Diónysos)/Baco (Βάκχος, Bákkhos) Deus do vinho, da vintage, das festas, da loucura, do caos, da embriaguez, das drogas e dos êxtases. Era representado na arte tanta como um deus barbado de certa idade como um bonito afeminado, jovem de cabelo longo. Seus atributos incluem o tirso (bengala forrado de videira arrematada por uma pinha de pino), xícara para beber, videira de uva, e uma coroa de hera. Com frequência esta em companhia do tíaso, um séquito de assistentes, que incluía sátiros, ménades, e a seu velho tutor Sileno. A consorte de Dionísio era Ariadne. Seus Animais sagrados eram os golfinhos, serpentes, tigres e burros. Também se lhe conhecia como Baco e chegou a ser de uso comum entre os romanos. |
|         | Hades (ᾍδης, Hádēs)/Plutão (Πλούτων, Ploutōn) Rei do submundo e dos mortos, e o deus do arrependimento. Sua consorte era Perséfone. Seus atributos são a cornucopia, a chave, o cetro, e o cão de três cabeças Cérbero. A lechuza era seu animal sagrado. Era um dos três filhos de Cronos e Rea, e portanto soberano sobre um dos três reinos do universo, o submundo. Apesar de ser o deus Ctónico, no entanto, seu lugar entre os olímpicos é ambíguo. Nas religião mistérica e na literatura ateniense, faz-se referência a ele com o nome Plutão (Plouton, "o rico"), se referindo a Hades como o lugar onde estava o inframundo. Os romanos traduziram Plutão como Dis Pater ("Pai rico") ou Plutão. |
|         | Hefesto (Ἥφαιστος, Hḗphaistos) Deus deficiente do fogo, da metalurgia, e dos artesanatos. Não se conhece bem se era filho de Zeus e Hera ou só de Hera, era o ferreiro dos deuses e o marido da adúltera Afrodite. Era representado normalmente como um homem barbudo com martelo, pinças e bigorna, das ferramentas de um ferreiro, e às vezes montado num burro. Seus animais sagrados são o burro, o cão de guarda e a grulla. Entre suas criações encontra-se a armadura de Aquiles. Hefesto utiliza o fogo da fragua como uma força criativa, ainda que a seu equivalente romano Vulcano se lhe temia por seu potencial destrutivo e se associava com a energia vulcânica da terra. |
|         | Hera (Ἥρα, Hḗra) Rainha dos deuses e deusa do casal, das mulheres, do parto, dos herdeiros, dos reis e impérios. Era a esposa e irmã de Zeus e filha de Cronos e Rea. Pelo geral, era representada como uma mulher real na flor de sua vida, que levava uma diadema e véu e sustentando uma bengala com ponta de loto. Ainda que era a deusa do casal, as infidelidades de Zeus levaram-na às raias da loucura por ciúme e a vingança. Uma relação icônica foi a que teve com Alcmena, com o que teve a seu filho Hércules. Seus animais sagrados são a vaca, o peru real, e o cuco. Em Roma era conhecida como Juno. |
|         | Hermes (Ἑρμῆς, Hērmēs) Deus das fronteiras, das viagens, da comunicação,d o comércio, da linguagem e da escritura. Era filho de Zeus e Maia, Hermes é o mensageiro dos deuses, e um Psicopompo que conduz as almas dos mortos ao para além. Era representado seja como um jovem imberbe e bonito e atlético, ou como um homem barbudo mais velho. Seus atributos incluem a vara de heraldo ou caduceu, sandálias aladas, e um chapéu de viajante. Seus animais sagrados são a tartaruga, o carneiro, e o falcão. O equivalente romano era Mercúrio que estava mais estreitamente relacionado com os ofícios e comércio. |
|         | Hestia (Ἑστία, Hestía) Deusa virgem do lar, das lareiras e a castidade. Era uma das filhas de Rea e Cronos e irmã de Zeus. Não muito identificável na arte grega, onde aparece como uma mulher modestamente velada. Seus símbolos são o fogo do lar e a chaleira de água. Em algumas versões, renunciou a seu posto como um dos doze olímpicos a favor de Dioníso, e joga um papel muito pequeno nos mitos gregos. Seu equivalente Vesta, no entanto, foi uma importante divindade do estado romano. |
|         | Poseidon (Ποσειδῶν, Poseidōn) Deus do mar, dos rios, das inundações, das secas e dos terramotos. É um dos filhos de Cronos e Rea e irmão de Zeus e Hades. Governa um dos três reinos do universo como rei do mar e das águas. Na arte clássica, representa-se-lhe como um homem maduro de aparência robusta com uma barba, com frequência exuberante, e portando um tridente. O cavalo e o delfim (golfinho) são seus animais sagrados. Estava casado com Anfitrite e algumas histórias especificam um romance com Medusa que a levou a dar à luz Pégaso, de seu pescoço, quando Perseu cortou sua cabeça. Seus símbolos são o tridente, o cavalo, os delfims, peixes e o touro. Seu equivalente romano era Netuno. |
|         | Zeus (Ζεύς, Zeus) Rei e pai dos deuses, o governante do monte Olimpo e deus do céu, do tempo, dos trovões, dos relâmpagos, da lei, da ordem e da justiça. Era o filho menor de Cronos e Rea. Derrotou a seu pai Cronos e ganhou a soberania dos céus para si mesmo. Na arte, foi representado como um homem real, maduro com uma figura robusta e barba escura. Seus atributos habituais são o cetro real e o relâmpago, e seus animais sagrados são o águia e o touro. Seu homólogo romano Júpiter, também conhecido como Jove, era a deidade suprema dos romanos. |

### Divindades primordiais
| Nome Antiga Grécia   | Nome português | Descrição                                                                                              |
| -------------------- | -------------- | --- |
| Αἰθήρ (Aithḗr)       | Éter           | O deus da atmosfera superior e a luz.                                                                  |
| Ἀνάγκη (Anánkē)      | Ananque        | A deusa da inevitabilidade, a compulsão e a necessidade.                                               |
| Χάος (Cháos)         | Caos           | O nada do qual tudo o demais surgiu. Descrito como um vazio.                                           |
| Χρόνος (Chrónos)     | Chronos        | A personificação do tempo. Não deve se confundir com o Titã (Cronos), o pai de Zeus, Poseidon e Hades. |
| Ἔρεβος (Érebos)      | Érebo          | O deus da escuridão e da sombra.                                                                       |
| Ἔρως (Eros)          | Eros           | O deus do amor e da atração.                                                                           |
| Ὕπνος (Hypnos)       | Hipnos         | A personificação do sonho.                                                                             |
| Nῆσοι (Nē̂soi)        | As Nesoi       | As deusas das ilhas e do mar.                                                                          |
| Οὐρανός (Ouranós)    | Urano          | O deus dos céus (Pai dos Céus); pai dos titãs.                                                         |
| Γαῖα (Gaîa)          | Gea            | Personificação da terra (Mãe Terra); mãe dos titãs.                                                    |
| Οὔρεα (Oúrea)        | Os Óreas       | Os deuses das montanhas.                                                                               |
| Φάνης (Phánēs)       | Fanes          | O deus da procriação nos mistérios órficos.                                                            |
| Πόντος (Póntus)      | Ponto          | O deus do mar, pai dos peixes e as outras criaturas marinhas.                                          |
| Τάρταρος (Tártaros)  | Tártaro        | O deus da parte mais profunda e escura do inframundo, que também se conhecia como o Tártaro em si.     |
| Θάλασσα (Thálassa)   | Talassa        | Personificação do mar e consorte de Ponto.                                                             |
| Θάνατος ("Thánatos") | Tânatos        | Deus da morte. Irmão de Hipnos (sonho) e em alguns casos Moros (condenação).                           |
| Ἡμέρα (Hēméra)       | Hemera         | A deusa do dia.                                                                                        |
| Νύξ (Nýx)            | Nix            | A deusa da noite.                                                                                      |
| Νέμεσις (Némesis)    | Nêmesis        | A deusa da retribuição.                                                                                |

### Titãs
Os Titãs representam-se na arte grega com menos frequência que os olímpicos.

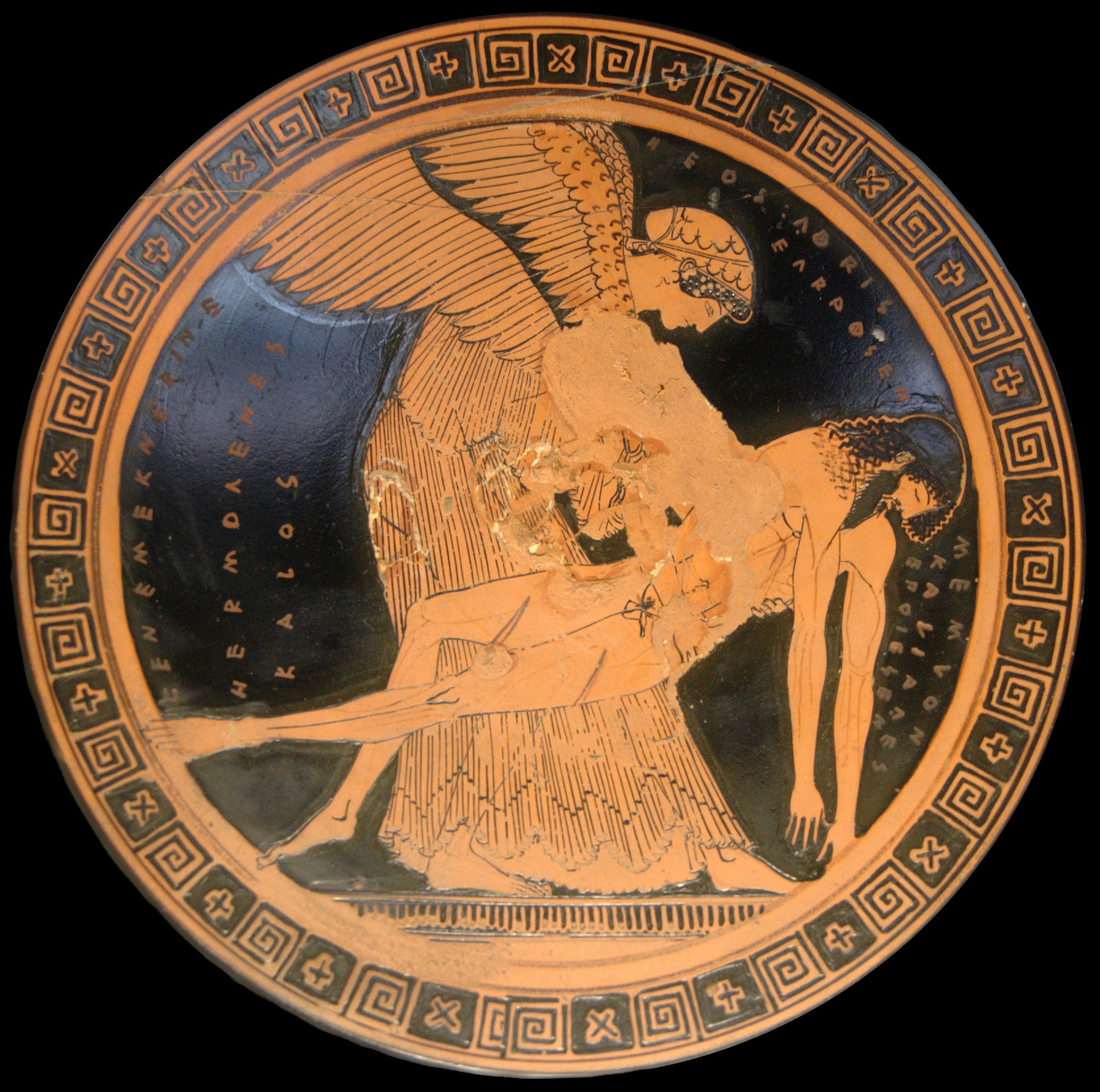
Eos (Aurora) e o herói Memnón (490–480 a. C.)
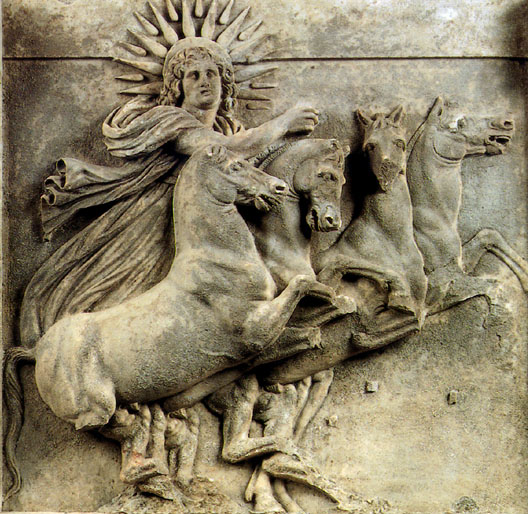
Helios em sua quadriga (Século III a. C.)
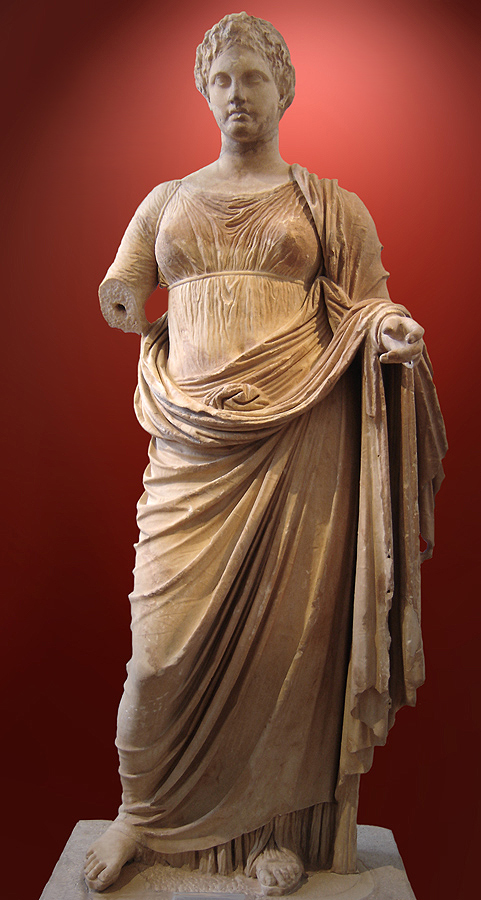
Temis, do templo de Némesis (ca. 300 a. C.)
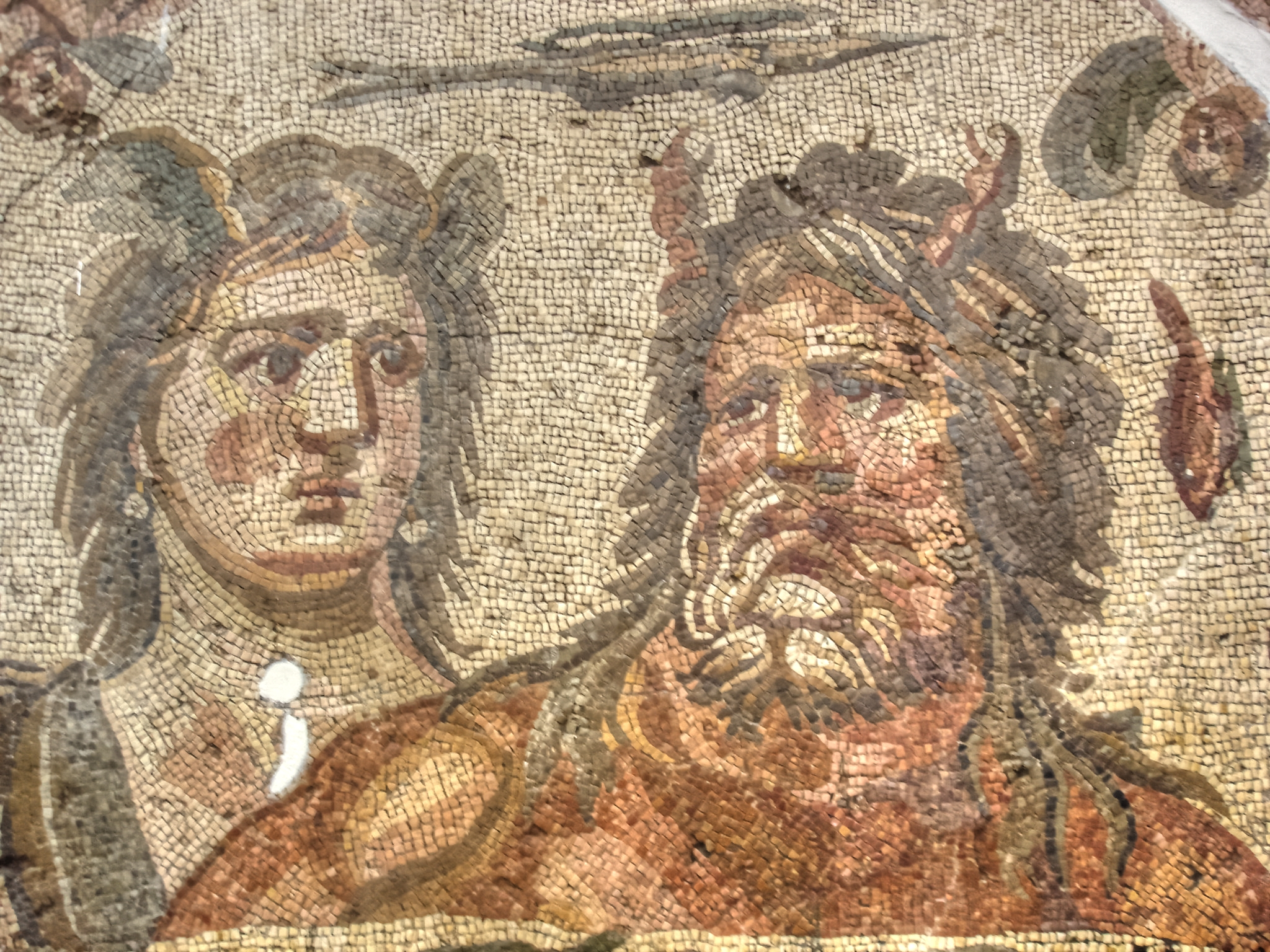
Oceano com Tétis (mosaico romano)
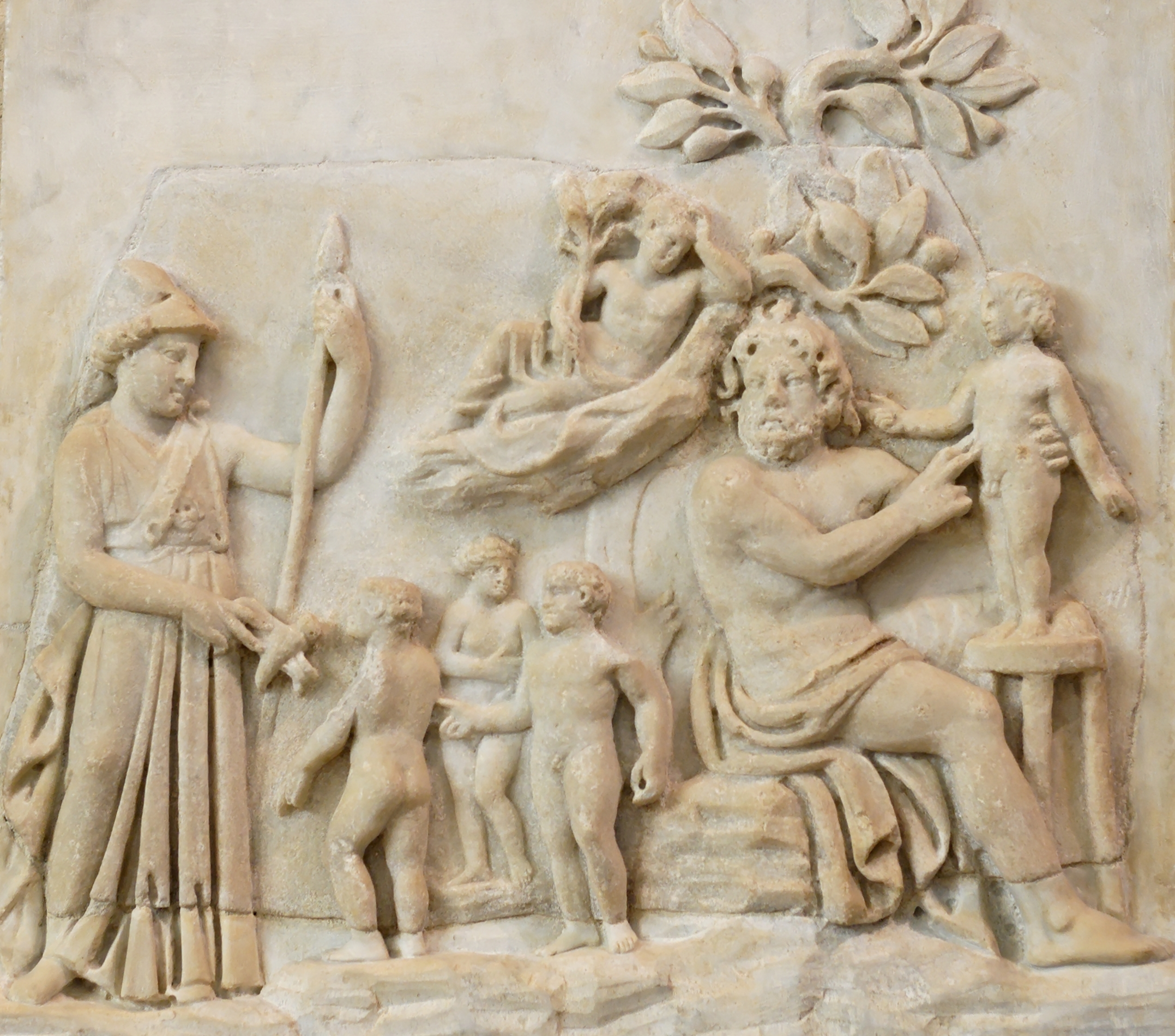
Atena vê a Prometeu criando humanos (Século III a. C.)

| Nome grego             | Nome em português | Descrição |
| ---------------------- | ----------------- | --- |
| Os Doze Titãs          |                   | |
| Κοῖος (Koîos)          | Céos              | Titã do intelecto e do eixo dos céus ao redor do qual giravam as constelações.                                                                             |
| Κρεῖος (Kreîos)        | Crio              | O menor dos doze Titãs individualizados, era o pai de Astreo, Pás e Perses.                                                                                |
| Κρόνος (Crónos)        | Cronos            | O líder dos Titãs, que derrotou a seu pai Urano só para ser derrotado a sua vez por seu filho, Zeus. Não deve se confundir com a Crono, o deus do tempo.   |
| Ὑπερίων (Hyperíōn)     | Hiperión          | Titãs da luz. Com Tea, era o pai de Helios (o Sol), Selene (a Lua), e Eos (a Aurora).                                                                      |
| Ἰαπετός (Iapetós)      | Jápeto            | Titãs da mortalidade e pai de Prometeus, Epimeteo, Menoécio e Atlas.                                                                                       |
| Mνημοσύνη (Mnēmosýnē)  | Mnemósine         | Titânide da memória e da lembrança, e a mãe das Musas. |
| Ὠκεανός (Ōceanós)      | Oceano            | Titã de todos os rios oceânicos ao redor da terra, a fonte de toda a água doce da Terra.                                                                   |
| Φοίβη (Phoíbē)         | Febe              | Titânide do ‘brilho’ do intelecto e da profecia, e consorte de Céos.                                                                                       |
| Ῥέα (Rhéa)             | Rea               | Titânide da fertilidade, da maternidade e dos bosques da montanha. Era irmã e consorte de Cronos, e mãe de Zeus, Hades, Poseidon, Hera, Démeter, e Hestia. |
| Τηθύς (Tēthýs)         | Tetis             | Titânide da água doce, e a mãe dos rios, dos mananciais, dos arroios, das fontes e das nuvens.                                                             |
| Θεία (Theia)           | Tea               | Titânide da vista e da luz brilhante do céu azul. Era consorte de Hipérion, e mãe de Hélios, Selene e Éos.                                                 |
| Θέμις (Thémis)         | Têmis             | Titânide da lei divina e da ordem. |
| Outros Titãs           |                   | |
| Ἀστερία (Astería)      | Astéria           | Titânide dos oráculos noturnos e das estrelas fugazes. |
| Ἀστραῖος (Astraîos)    | Astreu            | Titã do entardecer, das estrelas e dos planetas, e da arte da astrologia.                                                                                  |
| Ἄτλας (Átlas)          | Atlas             | Titã obrigado a levar aos céus sobre seus ombros por Zeus. Também era filho de Jápeto.                                                                     |
| Αὔρα (Aúra)            | Aura              | Titânide da brisa e do ar fresco da manhã. |
| Κλυμένη (Clyménē)      | Clímene           | Titânide do renome, da fama e da infâmia, e esposa de Jápeto.                                                                                              |
| Διώνη (Deiṓnē)         | Dione             | Titânide do Oráculo de Dodona. |
| Ἥλιος (Hḗconfusões)    | Hélios            | Titã do sol e guardião dos juramentos. |
| Σελήνη (Selḗnē)        | Selene            | Titânide da lua. |
| Ἠώς (Ēṓs)              | Eos               | Titânide do amanhecer (aurora). |
| Ἐπιμηθεύς (Epimētheús) | Epimeteu          | Titã da improvisação, o pai de desculpas. |
| Εὐρυβία (Eurybía)      | Euribia           | Titánide do domínio dos mares e consorte de Ceo. |
| Εὐρυνόμη (Eurynómē)    | Eurínome          | Titânide dos prados húmidos e pastizales, e a mãe dos três Cárites com Zeus.                                                                               |
| Λήλαντος (Lēlantos)    | Lelanto           | Titã do ar e da habilidade do caçador ao espreito de presa. Era a contraparte masculina de Leto.                                                           |
| Λητώ (Lētṓ)            | Leto              | Titânide da maternidade e a mãe dos gêmeos olímpicos, Artêmis e Apolo.                                                                                     |
| Μενοίτιος (Menoítios)  | Menoécio          | Titã da ira violenta, da ação precipitada, e da mortalidade humana. Assassinado por Zeus.                                                                  |
| Μῆτις (Mē̂tis)          | Métis             | Titânide dos bons conselhos, do assessoramento, do planejamento, da astúcia e da sabedoria. Mãe de Atena.                                                  |
| Ὀφίων (Ophíōn)         | Órion             | Um Titã maior, em algumas versões mitológicas, que governou a Terra com sua consorte Eurínome antes de que Crono o derrotasse.                             |
| Πάλλας (Pállas)        | Pás               | Titã da arte da guerra. Foi assassinado por Atena durante a Titanomaquia.                                                                                  |
| Πέρσης (Pérsēs)        | Perses            | Titã da destruição. |
| Προμηθεύς (Promētheús) | Prometeus         | Titã da previsão e do conselho astuto, e criador da humanidade.                                                                                            |
| Στύξ (Stýx)            | Estige            | Titânide do rio Estige, do inframundo, e a personificação do ódio.                                                                                         |

### Gigantes

#### Gigantes primigênios
Estes Gigantes eram os filhos de Gaia (a Terra), nascidos do sangue que caiu quando Urano (o Céu) foi castrado por seu filho, o Titã, Crono e incluem a:
- Ágrio (Ἄγριος), um gigante que foi assassinado pelas Moiras.
- Alcioneu (Ἀλκυονεύς), um dos caudilhos da Gigantomaquia, morto por Herácles.
- Ctonio (Χθονιος).
- Clitio (Κλυτίος), assassinado por Hécate com suas tochas.
- Encélado (Ἐγκέλαδος), assassinado por Atena, dizia-se que estava enterrado baixo o Monte Etna em Sicília.
- Efialtes (Ἐφιάλτης), de acordo com Apolodoro, foi cegado pelas setas de Apolo e Hércules.
- Eurimedón (Ευρυμέδων), era um rei dos Gigantes e pai de Peribea.
- Éurito (Εὔρυτος), foi assassinado por Dionísio com seu tirso.
- Gratión (Γρατίων), foi assassinado por Artêmis.
- Hipólito (Ἱππόλυτος), foi assassinado por Hermes, quem levava posto o capacete de Hades, que lhe fez invisível.
- León (Λεων), possivelmente um dos Gigantes, mortos por Héracles.
- Mimas (Μίμας), de acordo com Apolodoro,  foi assassinado por Hefesto, segundo outros por Zeus ou Ares.
- Pás (Πάλλας), de acordo com Apolodoro, foi esfolado por Atena, que utilizou sua pele como um escudo.
- Polibotes (Πολυβώτης), morto por Poseidon.
- Porfirión (Πορφυρίων), um dos líderes dos Gigantes, morto por Zeus.
- Toante (Θοων), foi assassinado pelas Moiras.

#### Outros gigantes
- Os Aloídas (Ἀλῳάδαι), dois gigantes gémeos, Oto (Ότος) e Efialtes (Εφιάλτης), que tentaram subir ao Olimpo empilhando montanhas umas sobre as outras.
- Anax (Αναξ), eram gigantes da ilha de Lade perto de Mileto em Lídia, Anatólia.
- Anteo (Ἀνταῖος), um gigante de Líbia que lutava a morte contra todos os que o visitavam até que foi morto por Héracles.
- Antífates (Ἀντιφάτης), o rei dos gigantes devoradores de homens conhecidos como Lestrigões que conheceu Odisseu em suas viagens.
- Argos Panoptes (Ἄργος Πανόπτης), um gigante de cem olhos encarregado da vigilância de Io.
- Astério (Αστεριος), um gigante de Lídia.
- Os Cíclopes (maiores), três gigantes de um olho que forjaram os raios de Zeus, o tridente de Poseidon e o capacete de Hades
  - Arges (Ἄργης)
  - Brontes (Βρόντης)
  - Estéropes (Στερόπης)
- Os Ciclopes (menores), uma tribo de gigantes de um  olho antropófagos que pastoreava os rebanhos de ovelhas na ilha de Sicília
  - Polifemo (Πολύφημος), um ciclope que capturou Odisseu e seus homens, só para ser superado e cegado pelo herói.
- Os Gegenees (Γηγενέες), uma tribo de gigantes de seis braços que lutaram com os argonautas na montanha dos ursos em Misia.
- Gerião (Γηρυών), um gigante de três corpos que habitava na ilha vermelha de Eriteia.
- Os Hecatónquiros (Ἑκατόγχειρες), ou Centimanos (Latim), os seres de cem mãos, deuses gigantes das tormentas violentas e os furacões. Três filhos de Urano e Gaia, a cada um com sua própria personalidade.[1]
  - Briareo (Βριάρεως) ou Egeón (Αἰγαίων), O Vigoroso.
  - Coto (Κόττος), O Furioso.
  - Giges (Γύγης), O de grandes extremidades.
- Os Lestrigones (Λαιστρυγόνες), uma tribo de gigantes devoradores de homens que encontrou Odisseu em suas viagens.
- Caco (Κακος), um gigante Latino que cuspia fogo morto por Héracles.
- Crisaor (Χρυσαωρ), um gigante nascido do pescoço da górgona decapitada Medusa.
- Fio (Ὑλλος), um gigante de Lídia.
- Órion (Ὠρίων), um gigante caçador de homens que Zeus colocou entre as estrelas como a constelação de Órion.
- Talos (Τάλως), um gigante de bronze forjado por Hefesto, e dado por Zeus a sua amante Europa como seu protetor pessoal.
- Ticio (Τίτυος), um gigante morto por Apolo e Artêmis quando tentou violar a sua mãe Latona.
- Tifão (Τυφῶν), uma gigante-tormenta monstruoso e imortal que tratou de lançar um ataque ao monte Olimpo mas foi derrotado pelos olímpicos e encarcerado nos fossos do Tártaro.

### Conceitos personificados
- Achlys (Ἀχλύς), espírito da morte-nevoeiro, personificação da tristeza e da miséria
- Adefagia (Ἀδηφαγία), espírito da saciedade e a gula
- Adicia (Ἀδικία), o espírito da injustiça e a maldade
- Ergia (Ἀεργία), o espírito da ociosidade, da preguiça, da indolência
- Agon (Ἀγών), espírito da concorrência, que possuía um altar em Olímpia, sede dos Jogos Olímpicos.
- Aidos (Αἰδώς), espírito da modéstia, reverência e respeito
- Aisa (Αἴσα), personificação da grande quantidade e do destino
- Alala (Ἀλαλά), espírito do grito de guerra
- Alastor (Ἀλάστωρ), espírito das vinganças familiares e vingança em general
- Aleteia (Ἀλήθεια), o espírito da verdade, da veracidade e da sinceridade
- A Algea (Ἄλγεα), espíritos da dor e sofrimento
  - Achos (Ἄχος) "angústia, a angústia"
  - Ania (Ἀνία) "dor, a angústia"
  - Lupe (Λύπη) "a dor, a pena, a tristeza"
- Alke (Ἀλκή), espírito da destreza e coragem
- Amekhania (Ἀμηχανία), espírito da impotência e falta de meios
- As anfilogías (Ἀμφιλογίαι), espíritos das controvérsias, do debate e da contenção
- Anaideia (Ἀναίδεια), espírito da crueldade, impudica, e impiedade
- As Androctasias (Ἀνδροκτασίαι), espíritos dos massacres no campo de batalha
- Angelia (Ἀγγελία), espírito das mensagens, notícias e proclamas
- Ápate (Ἀπάτη), espírito do engano e da fraude
- Afeleia (Ἀφέλεια), espírito da singeleza
- Aporía (Ἀπορία), espírito da dificuldade, a perplexidade, a impotência e a falta de meios
- As Aras (Ἀραί), espíritos das maldições
- Areté (Ἀρετή), o espírito da virtude, a excelência, a bondade e valentia
- Ate (Ἄτη), o espírito da ilusão, o enamoramento, a loucura cega, imprudência, e a ruína
- Bía (Βία), o espírito da força, o poder, a força física e a coação
- Kairós (Καιρός), espírito da oportunidade
- Coro (Κόρος), espírito da saciedade
- Deimos (Δεῖμος), espírito do temor, medo e o terror
- Diz (Δίκη), espírito de justiça, julgamento justo e os direitos estabelecidos pelo costume e a lei
- Dolos (Δόλος), espírito da fraude, o engano, o ardil e as más artes
- Disnomia (Δυσνομία), o espírito da anarquia e a má constituição civil,
- Disebia (Δυσσέβεια), o espírito da impiedade
- Irene (Εἰρήνη), a personificação da paz e da riqueza
- Ekecheiria (Ἐκεχειρία), espírito da trégua, armísticio, e o cesse de todas as hostilidades; honrado nos Jogos Olímpicos
- Eleos (Ἔλεος), espírito da piedade, caridade e compaixão
- Elpis (Ἐλπίς), espírito da esperança e expectativa
- Epifron (Ἐπίφρων), espírito da prudência, sagacidade, consideração e o esmero
- Eris (Ἔρις), espírito de luta, a discórdia, a discórdia e a rivalidade

- Os Erotes (ἔρωτες)

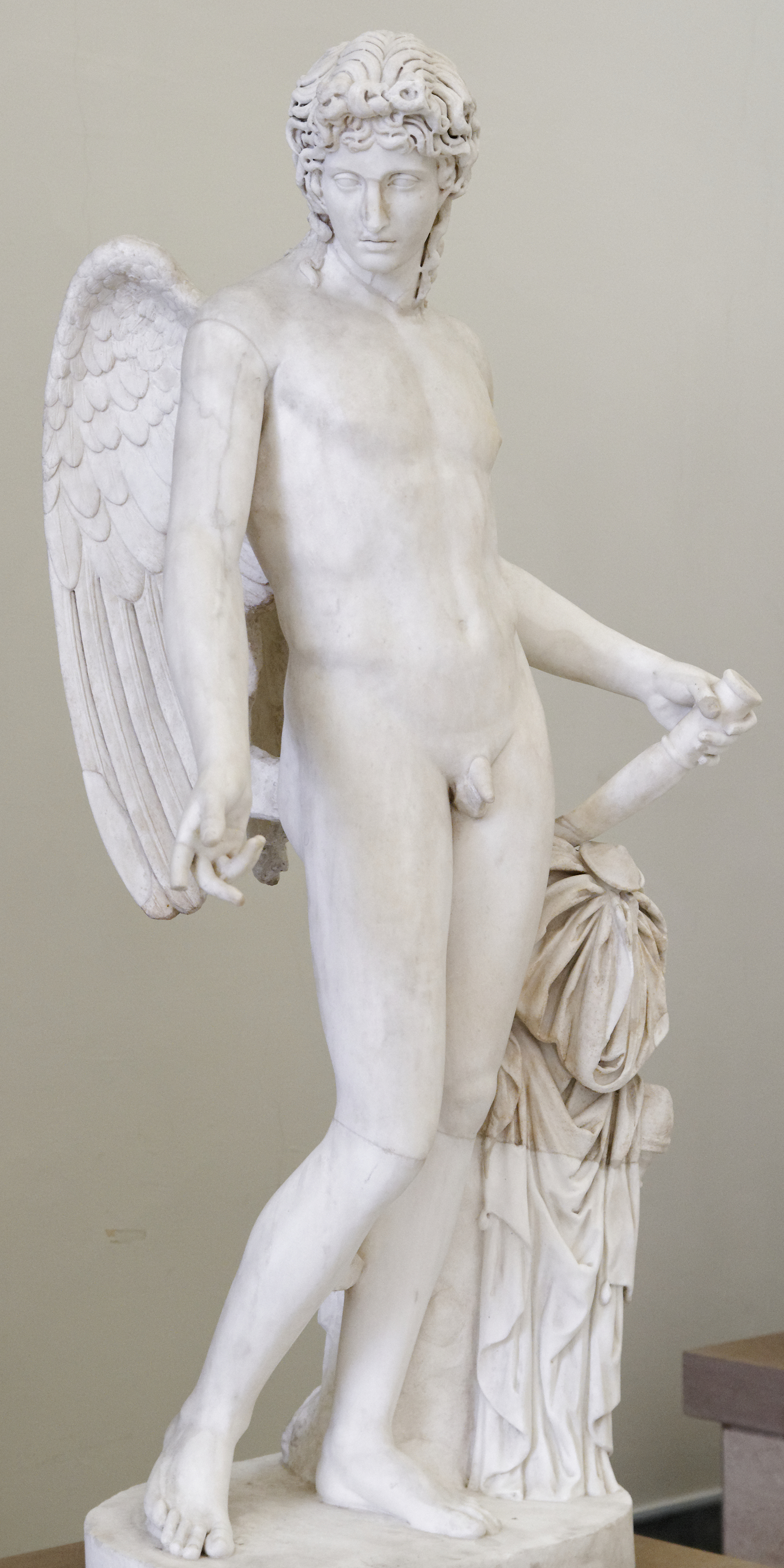
Eros

  - Anteros (Ἀντέρως), deus do amor correspondido
  - Eros (Ἔρως), deus do amor e as relações sexuais
  - Hedilogos (Ἡδύλογος), deus do falar doce e a adulação
  - Hímero (Ἵμερος), deus do desejo sexual
  - Poto (Πόθος), deus do desejo sexual, o anseio e o desejo
- Eucleia (Εὔκλεια), o espírito da honorabilidade e da glória
- Eulabeia (Εὐλάβεια), espírito da discreção, cautela e circunspecção
- Eunomia (Εὐνομία), deusa da ordem e a conduta legal
- Eufema (Εὐφήμη), o espírito das palavras de bom augúrio, aclamação, elogios, aplausos e gritos de triunfo
- Eupraxia (Eὐπραξία), espírito da  boa reputação e boa conduta
- Eusebia (Eὐσέβεια), espírito da piedade, a lealdade, do dever e do respeito filial
- Eutenia (Εὐθενία), espírito da prosperidade e a abundância
- Gelos (Γέλως), o espírito do riso
- Geras (Γῆρας), o espírito da velhice
- Harmonía (Ἁρμονία), deusa da harmonia e a concordia
- Hebe (Ήβη), deusa da juventude
- Hedoné (Ἡδονή), espírito do prazer, desfrute e deleite
- Heimarmene (Εἵμαρμένη), personificação do destino
- Homados (Ὅμαδος), espírito do fragor da batalha
- Homonoeia (Ὁμόνοια), espírito da concordia, da unanimidade, e da unidade da mente
- Horco (Ὅρκος), espírito dos juramentos
- Hormes (Ὁρμή), espírito do impulso ou esforço (para fazer uma coisa), o afã, o estabelecimento de um mesmo em movimento, e começar uma ação
- Hibris (Ὕβρις), o espírito da conduta escandalosa
- Hipnos (Ὕπνος), deus do sonho

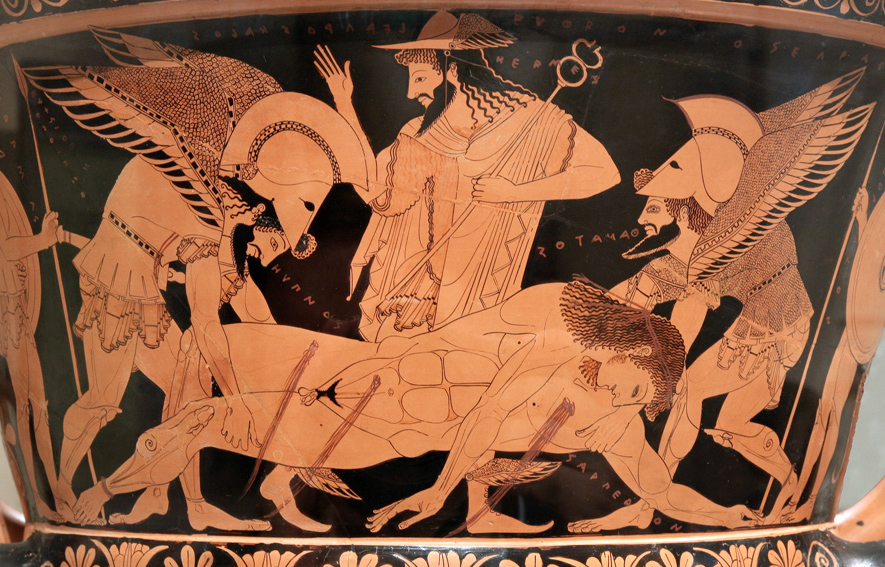
Hermes vê a Hipnos e Tánatos levando ao morto Sarpedão do campo de batalha de Troia.

- Os hisminas (Ὑσμῖναι), espíritos da luta e do combate
- Ioque (Ἰωκή), espírito da busca na batalha
- Kakia (Kακία), espírito do vício e maldade moral
- Kalokagathia (Καλοκαγαθία), espírito da nobreza
- As Keres (Κῆρες), espírito da morte violenta ou cruel
- Coalemo (Κοάλεμος), o espírito da estupidez e necedade
- Cratos (Κράτος), espírito da fortaleza, força, poder e governo soberano
- Cidoimos (Κυδοιμός), espírito do fragor da batalha, confusão, barulho e agitação
- Leteo (Λήθη), espírito de falta de cor e o esquecimento, e do rio do mesmo nome
- Limos (Λιμός), espírito de fome e inanición
- As Litae (Λιταί), espíritos da oração
- Lisa (Λύσσα), o espírito da raiva, a fúria e a raiva nos animais
- Os Macas (Μάχαι), espíritos da luta e do combate
- Manias (Μανία), espírito ou espíritos da loucura e frenesi
- As Moiras, ou "sinas" (Μοίραι)
  - Cloto (Κλωθώ), o fuso do fio da vida
  - Láquesis (Λάχεσις), o medidor do fio da vida
  - Átropos (Άτροπος), a mais severa da roda da vida
- Momus (Μῶμος), espírito de burla, da culpa e da censura
- Moros (Μόρος), o espírito da fatalidade
- Os Neikea (Νείκεα), espíritos das rinhas, brigas e queixas
- Némesis (Νέμεσις), deusa da vingança, o equilíbrio, a justa indignação, e a retribuição
- Niké (Νίκη), deusa da vitória
- Nomos (Νόμος), o espírito da lei
- Oizus (Ὀϊζύς), o espírito da aflição e a miséria
- Os Oniros (Ὄνειροι), espíritos dos sonhos
  - Epiales (Ἐπιάλης), espírito dos pesadelos
  - Morfeu (Μορφεύς), deus dos sonhos, que toma a forma dos seres humanos
  - Fantaso (Φάντασος) espírito dos sonhos de fantasia, que toma forma dos objetos inanimados
  - Fobétor (Φοβήτωρ) ou Icelos (Ἴκελος), o espírito dos pesadelos, que toma forma de animais
- Palioxis (Παλίωξις), espírito do bico de costas, voo e a retirada da batalha
- Peitarquia (Πειθαρχία), espírito da obediência
- Peito (Πειθώ), o espírito da persuasão e a sedução
- Penia (Πενία), espírito da pobreza e necessidade
- Pentos (Πένθος), espírito da tristeza, luto, e o lamento
- Pepromene (Πεπρωμένη), personificação da quota do destino, similar a Heimarmene
- Feme (Φήμη), espírito do rumor, relatório e chismes
- Filofrósine (Φιλοφροσύνη), espírito da amizade, amabilidade, e os bem-vindos
- Filotes (Φιλότης), espírito da amizade, o afeto e as relações sexuais
- Fobos (Φόβος), espírito do temor, pânico, voo, e a derrota de batalha
- Os Fonos (Φόνοι), espíritos do assassinato, homicídio e massacre
- Frice (Φρίκη), espírito do horror e medo trémulo
- Ftono (Φθόνος), o espírito da inveja e do ciúme
- Pistis (Πίστις), espírito da confiança, honestidade e boa fé
- Poine (Ποίνη), espírito da vingança, da vingança que  recompensa, castigo e pena pelo delito de assassinato e homicídio
- Polemos (Πόλεμος), personificação da guerra
- Ponos (Πόνος), espírito do trabalho duro e o esforço
- Poros (Πόρος), o espírito da conveniência, os meios de levar a cabo ou proporcionar, artificio e o dispositivo
- Praxidice (Πραξιδίκη), espírito da justiça exigente
- Proioxis (Προίωξις), espírito da investida, do avanço ou ataque nas batalhas
- Profasis (Πρόφασις), espírito das desculpas e súplicas
- Os Pseudologos, espíritos das mentiras
- Ptokhenia (Πτωχεία), espírito da mendicidade
- Sóter (Σωτήρ), espírito masculino da segurança, a conservação, e a libertação de todo mau
- Soteria (Σωτηρία), personificação feminina da segurança, da conservação e da libertação de todo mau
- Sofrósine (Σωφροσύνη), espírito da moderação, do autocontrole, da temperança, da moderação e discreção
- Tecné (Τέχνη), personificação da arte e a habilidade
- Tánatos (Θάνατος), o espírito da morte e a mortalidade
- Traso (Θράσος), o espírito da audácia
- Tique (Τύχη), deusa da fortuna, da casualidade, da providência, e do destino
- Zelo (Ζῆλος), espírito da rivalidade extrema, da emulação, da inveja, do ciúme

### Deidades doinframundo
- Anfiarao (Ἀμφιάραος), um herói da guerra dos Sete contra Tebas que se converteu num espírito oracular do inframundo após sua morte
- Angelos (Ἄγγελος), uma filha de Zeus e Hera, que se converteu numa deusa inframundo
- Ascálafo (Ἀσκάλαφος), o filho de Acheron e Orphne que tendiam jardins do submundo, antes de ser transformado em uma coruja por Demeter
- Cerbero (Κέρβερος), o cão de três cabeças que guardava as portas do Hades
- Caronte (Χάρων), barquero do Hades
- Empusa (Ἔμπουσα), um espírito submundo monstruoso ou espíritos com enlameado cabelo, a perna de uma cabra e uma perna de bronze. Também são servos de Hécate.
- Érebo (Ἔρεβος), o deus primigênio da escuridão, seus nevoeiros rodearam o inframundo e encheram os ocos da terra
- As Erinias (Ἐρινύες), as Fúrias, deusas da retribuição, conhecidas como "As benévolas"
  - Alecto (Ἀληκτώ), o incessante
  - Tisífone (Τισιφόνη), vingador de assassinato
  - Megera (Μέγαιρα), o zeloso
- Hécate (Ἑκάτη), deusa da magia, da bruxaria, da noite, da lua, dos fantasmas, e da nigromancia
- Juízes dos Mortos
  - Éaco (Αἰακός), o ex-rei mortal de Egina, guardião das chaves de Hades e juiz dos homens de Europa
  - Minos (Μίνως), o ex-rei mortal de Creta e juiz da votação final
  - Radamantis (Ῥαδάμανθυς), ex-legislador mortal e juiz dos homens de Ásia
- Ceutonirao (Κευθόνυμος), um espírito do inframundo e pai de Menetes
- Cronos (Κρόνος), deposto rei dos Titãs; após sua libertação do Tártaro foi nomeado rei da ilha da Santísima
- Lâmia (Λάμια), um espírito do inframundo vampírica ou espíritos no comboio de Hécate
- As Lámpades (Λαμπάδες), ninfas do inframundo com tochas
  - Gorgira (Γοργύρα)
  - Orfne (Ορφνη), uma ninfa lâmpade de Hades, mãe de Ascalafos
- Macaria (Μακαρία), filha de Hades e deusa da morte bendita (que não deve confundir com a filha de Héracles)
- Melinoe (Μελινόη), filha de Zeus e Perséfone quem presidiu as propiciações oferecidos aos fantasmas dos mortos
- Menecio (Μενοίτης), um espírito do inframundo que pastoreaba os arremabhados de Hades
- Mormo (Μορμώ), um espírito do inframundo temível ou espíritos no comboio de Hécate
- Nix (Νύξ), a deusa primogênita da noite
- Hades (Ἑσπερίδες) deus do inframundo e todas as coisas embaixo da terra
- Perséfone (Περσεφόνη), rainha do inframundo, esposa de Hades e deusa de crescimento de primavera
- Rios do Inframundo
  - Aqueronte (Αχέρων), o rio da dor
  - Cócito (Kωκυτός), o rio de pranto
  - Lete (Λήθη), o rio do esquecimento
  - Flegetonte (Φλεγέθων), o rio de fogo
  - Estigia (Στύξ), o rio dos juramentos
- Tártaro (Τάρταρος), o deus primigenito da escuridão e do céu tormentoso do Hades
- Tánatos (Θάνατος), o espírito da morte e ministro de Hades

### Divindades do mar
- Egeão (Αιγαίων), deus das tormentas marinhas violentos e aliado dos Titãs
- Aquelo (Αχειλος), o espírito do mar em forma de tubarão
- Bentesicime (Βενθεσικύμη), filha de Poseidon, que residia em Etiópia
- Brizo (Βριζώ), deusa patroa dos marinheiros, que enviava sonhos proféticos
- Ceto (Κῆτώ), deusa dos perigos do oceano e de monstros marinhos
- Caribdis (Χάρυβδις), um monstro marinho e o espírito de redemoinhos e a maré
- Cimopolea (Κυμοπόλεια), uma filha de Poseidon casada com o gigante Briareo
- Delfim (Δέλφιν), o líder dos delfins, Poseidon colocou-o no céu como a constelação Delphin
- Eidotea (Ειδοθέα), ninfa marinha profética e filha de Proteo
- Glauco (Γλαῦκος), deus do mar do pescador
- Gorgonas (Γοργόνες), três espíritos monstruosas de mar
  - Esteno (Σθεννώ)
  - Euryale (Εὐρυάλη)
  - Medusa (Μέδουσα), a única mortal das três
- As Grayas (Γραῖαι), três antigos espíritos do mar que personificavan a espuma branca do mar; compartilharam um olho e um dente entre elas
  - Dino (Δεινώ)
  - Enio (Ενυώ)
  - Pefredo (Πεμφρεδώ)
- As Harpias (Ηάρπυιαι), espíritos maléficos com corpo de ave e rosto de mulher
  - Aelo (Αελλώ) ou Aellope (Αελλώπη) ou Aellopous (Αελλόπους) ou Nikothoe (Νικοθόη)
  - Ocípete (Ωκυπέτη) ou Ocypode (Ωκυπόδη) ou Ocythoe (Ωκυθόη)
  - Podarge (Ποδάργη) ou Podarke (Ποδάρκη)
  - Celeno (Κελαινώ)
- Os Hipocampos (´Ιππόκαμποι), uma raça de seres marinhos metade cavalo e metade peixe
- Hydros (Ὑδρος), deus primordial das águas
- Carcino (Καρκίνος), um cangreijo gigante que se aliou com o Hydra contra Héracles. Quando morreu, Hera colocou no céu como a constelação Câncer.
- Ladão (Λάδων), uma serpente de mar de cem cabeças que custodiava os confins ocidentais do mar e as ilhas de ouro e as maçãs das Hespérides
- Leucoteia (Λευκοθέα), uma deusa do mar que ajudava a marinheiros em apuros
- As Nereidas (Νηρηίδες), ninfas do mar
  - Tétis (Θέτις), líder das Nereidas que presidiu o desove da vida marinha no mar
  - Aretusa (Αρεθούσα), uma filha de Nereu que se transformou numa fonte
  - Galatea (Γαλάτεια), deusa do mar em acalma
  - Psámate (Πσαμάθη), deusa das praias de areia
- Nereu (Νηρεύς), o idoso do mar, e o deus da rica generosidade do mar em peixes
- Nerites (Νερίτης), um espírito do mar que se transformou num marisco por Afrodite
- Oceano (Ὠκεανός), Titã deus do rio que rodeia a Terra-Oceano, a fonte de toda a água doce da Terra
- Palaemon (Παλαίμων), um jovem deus do mar que ajudava a marinheiros em apuros
- Forcis (Φόρκυς), deus dos perigos ocultos das profundidades
- Ponto (Πόντος), deus primigenito do mar, o pai dos peixes e outras criaturas marinhas

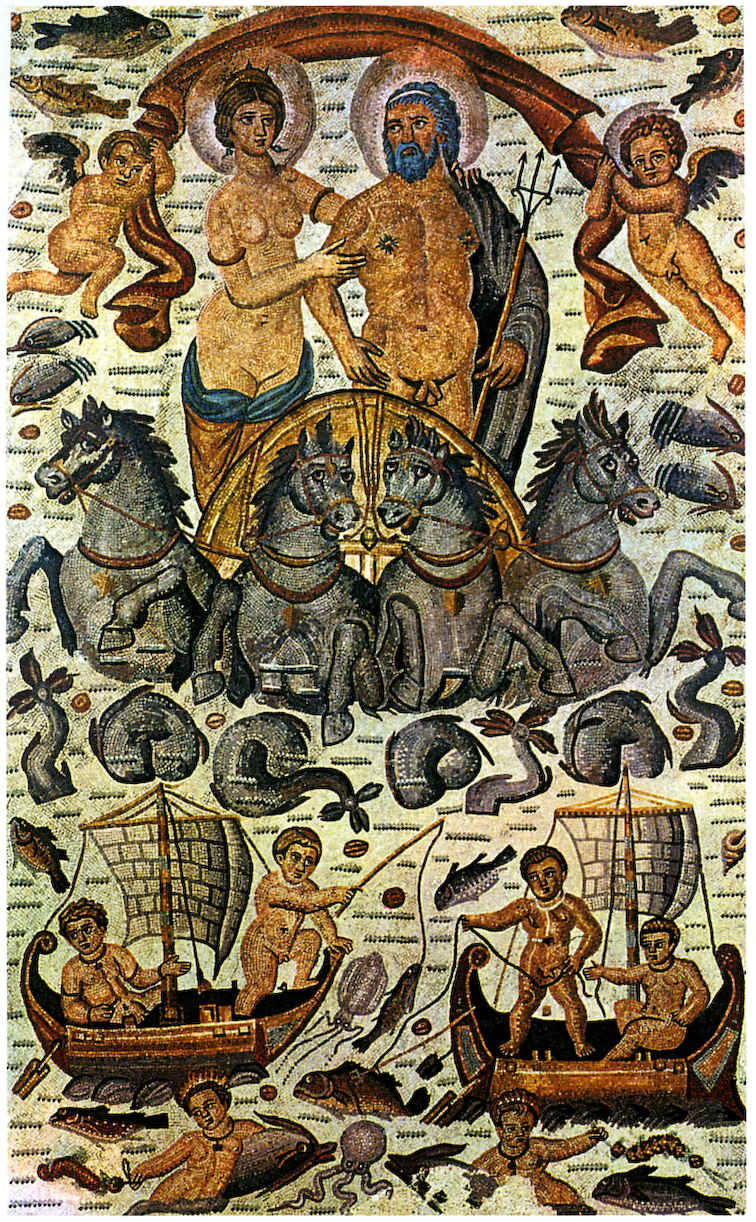
Poseidon e Anfitrite enquadradas por Erotes e cavalgando numa quadriga puxados por hipocampos; embaixo deles há pescadores trabalhando, com ninfas e criaturas do mar nas águas (era romana do mosaico)

- Proteo (Πρωτεύς), um profético velho deus do mar que mudava de forma, e o pastor das focas de Poseidon
- Poseidon (Ποσειδῶν), rei do mar e senhor dos deuses do mar; também deus de rios, inundações e secas, terramotos, e os cavalos
- Anfitrite (Αμφιτρίτη), deusa do mar e consorte de Poseidón
- Escila (Σκύλλα), monstruosa deusa do mar
- As Sirenas (Σειρῆνες), ninfas do mar, que atraíam os marinheiros a sua morte com seus cantos
  - Aglaope (Αγλαόπη) ou Aglaophonos (Αγλαόφωνος) ou Aglaopheme (Αγλαοφήμη)
  - Himerope (Ίμερόπη)
  - Leucosia (Λευκοσία)
  - Ligeia (Λιγεία)
  - Molpe (Μολπή)
  - Parthenope (Παρθενόπη)
  - Peisinoe (Πεισινόη) ou Peisithoe (Πεισιθόη)
  - Raidne (Ραίδνη)
  - Teles (Τέλης)
  - Thelchtereia (Θελχτήρεια)
  - Thelxiope (Θελξιόπη) ou Thelxiepeia (Θελξιέπεια)
- Os Telquines (Τελχινες), espíritos marinhos nativos da ilha de Rodes; os deuses mataram-lhes quando se converteram à magia negra
  - Anteo (Ακταιος)
  - Argiron (Αργυρών), descubridor da prata
  - Atabirio (Αταβύριος)
  - Calcon (Χαλκών), descubridor do bronze
  - Crison (Χρυσών), descubridor do ouro
  - Damon (Δαμων) ou Démonax (Δημώναξ), pai de Dexítea
  - Damnameneo (Δαμναμενεύς)
  - Dexithea (Δεξιθέα), mãe de Euxanthios por Minos
  - Lico (Λύκος), que construiu em Lícia, nas margens do rio Janto, o templo de Apolo Licio
  - Lisagora (Λυσαγόρα)?
  - Makelo (Μακελώ)
  - Megalesio (Μεγαλήσιος)
  - Milas (Μύλας)
  - Nicon (Νίκων)
  - Hormênio (Ορμενος)
  - Simon (Σίμων)
  - Escelmis (Σκελμις), que junto a seu irmão Damnameneo acompanhou a Dioníso em sua campanha à Índia
- Tétis (Τηθύς), Titânide deusa das fontes de água doce, e a mãe dos rios, mananciais, arroios, fontes, e as nuvens
- Talasa (Θάλασσα), deusa primigenita do mar e consorte de Ponto
- Taumas (Θαῦμας), deus das maravilhas do mar
- Toosa (Θόοσα), deusa das correntes rápidas
- Triteia (Τριτεια), filha de Tritão e colega de Ares
- Tritão (Τρίτων), filho e heraldo de Poseidon, teria um dorso de um humano e a pescoço de um peixe
- Tritones (Τρίτωνες), espíritos com o torso de um humano e o pescoço de um peixe

### Divindades do céu
- Aquelois (Ἀχελωΐς), "a que lava a dor a distância", uma deusa menor lunar
- Eolo (Aiolos) (Αίολος), deus dos ventos.
- Éter (Αιθήρ), deus primordial do ar superior e da luz.
- Electriona (Αλεκτρονα), uma deusa solar do manhã ou do acordar
  - Aparctias (Απαρκτίας), outro nome para o vento do norte (não identificado com Boreas)
  - Afeliotes (Αφηλιώτης), deus do vento do leste
  - Argestes (Αργέστης), outro nome para o oeste ou o vento do noroeste
  - Caicias (Καικίας), deus do vento do nordeste
  - Circios (Κίρκιος) ou Thraskias (Θρασκίας), deus do vento do norte-noroeste
  - Euronoto (Ευρονότος), deus do vento sudeste
  - Lips (Λίψ), deus do vento do sudoeste
  - Skeiron (Σκείρων), deus do vento do noroeste
- Zeus (Ζεύς), rei dos deuses, deus olímpico do céu, das nuvens, dos trovões e dos relâmpagos.
- Hera (Ήρα), rainha do céu e a deusa olímpica do casamento, das constelações de ar e estelar.
- Apolo, deus olímpico do sol, da profecia, da música, das doenças, da cura, da poesia e da arqueria.
- Ártemis, deusa olímpica da  caça, da lua, das donzelas, dos nascimentos, da virgindade e do terreno virgem.
- Arce (Άρκη), mensageira dos Titãs e irmã gêmea de Íris
- Astreu (Ἀστραῖος), Titã deus das estrelas e dos planetas, da arte da astrologia e do entardecer.
- Os Astra Planeta (Αστρα Πλανετοι), deuses das cinco estrelas errantes ou planetas
  - Estilbo (Στιλβών), deus do planeta Mercúrio
  - Eósforo (Ηωσφόρος), deus de Vénus, a estrela da manhã
  - Héspero (Ἓσπερος), deus de Vénus, a estrela da tarde
  - Piroente (Πυρόεις), deus do planeta Marte
  - Faetonte (Φαέθων), deus do planeta Júpiter
  - Fenonte (Φαίνων), deus do planeta Saturno
- Aura (Αὖρα), deusa da brisa e do ar fresco, irmã gêmea de Quione
  - As Auras (Αὖραι), ninfas da brisa fresca.
- Caos (Χάος), o nada da qual todos os demais surgiram, também representa a baixa atmosfera que rodeava a terra.
- Quíone (Χιόνη), deusa da neve e a filha de Bóreas
- Urano (Ουρανός), deus primordial dos céus.
- Helios (Ἥλιος), Titã deus do sol e guardião dos juramentos
- Selene (Σελήνη), Titânide deusa da lua.
- Eos (Ἠώς), Titânide deusa da aurora.
- Hemera (Ημέρα), deusa primordial do dia.
- Nix, deusa primordial da noite.
- As Hespérides, ninfas que representavam um cúmulo de estrelas na constelação de Tauro e se associaram com a chuva
- Íris (Ίρις), deusa do arco íris e mensageira divina.
- As Néfeles (Νεφήλαι), ninfas das nuvens
- Pandia (Πανδία), filha de Zeus e Selene, deusa da lua cheia.
- Ersa (Ἕρση), deusa do orvalho.
- Anemos, deuses dos ventos
  - Bóreas (Βορέας), deus do vento do norte e do inverno.
  - Euro (Εύρος), deus do oriente de má sorte ou o vento sudeste
  - Noto (Νότος), deus do vento do sul
  - Zéfiro (Ζέφυρος), deus do vento do oeste
- As Plêiades (Πλειάδες), deusas da constelação Plêiades
  - Alcíone (Αλκυόνη)
  - Estérope (Στερόπη)
  - Celeno (Κελαινώ)
  - Electra (Ηλέκτρα)
  - Maia (Μαία)
  - Mérope (Μερόπη)
  - Taigete (Ταϋγέτη)

### Divindades da terra
- Etna (Αἴτνη), deusa do vulcão Etna em Sicília
- Anfictionis (Αμφικτυονίς), deusa do vinho e da amizade entre as nações, uma forma local de Deméter
- As Antusas (Ανθούσαι), ninfas das flores
- Aristeu (Ἀρισταῖος), deus da apicultura, da criação de animais domésticos, do cultivo da oliveira e da caça
- Átis (Άττις), deus da vegetação e consorte de Cibeles
- Britomartis (Βριτόμαρτις), deusa cretense da caça e as redes utilizadas para pesca-a, a caça de aves e a caça menor
- Os Cabiros (Κάβειροι), deuses ou espíritos que presidiram os mistérios das ilhas de Lemnos e Samotracia
- Os Centauros (Κένταυροι), uma raça de seres metade homem e metade cavalo
- Os Cercopes (Κέρκοπες), um par de irmãos arteiros e ladrões
  - Acmón (Ακμών)
  - Pasalo  (Πάσσαλος)
- Cloria (Χλωρίς), deusa das flores e esposa de Céfiro
- Comus (Κόμος), deus da festa, da folia
- Corimbo (Κόρυμβος), deus da fruta da hera
- Os Curetes (Κουρέτες), guardiães do infante Zeus no monte Ida, às vezes confundem-se com os coribantes
- Cibeles (Κυβέλη), uma deusa frígia da montanha associada a Rea
- Os Dáctilos (Δάκτυλοι) "dedos", deidades menores que representam originalmente os dedos de uma mão
  - Acmón (Ακμών)
  - Damnameneo (Δαμναμενεύς)
  - Delas (Δήλας)
  - Epimedes (Επιμήδης)
  - Heracles (que não deve confundir com o herói Héracles)
  - Jasio (Ιάσιος)
  - Kelmis (Κελμις)
  - Skythes (Σκύθης)
- Dioníso (Διόνυσος), deus olímpico do vinho, bebados, e da vegetação selvagem
- As Dríades (Δρυάδες), ninfas das árvores e os bosques
- Gaia (Γαία), deusa primigênita da Terra
- As Epimélides (Επιμελίδες), ninfas de pastagens de montanha e protetores dos rebanhos de ovelhas
- As Hamadríade (Αμαδρυάδες), ninfas dos robles
- Hecatero (Ηεκατερος), deus menor do  hekateris  (uma dança rústica de mãos se movendo rapidamente) e talvez da habilidade das mãos em geral
- Hefesto (Ήφαιστος), deus olímpico da metalurgia
- Hermes (Ερμής), deus olímpico dos rebanhos e manadas, das estradas e marcos, e o deus dos ladrões.
- As Horas (Ώρες), deusas da ordem da natureza e das estações
  - As deusas da ordem natural
    - Eunomia (Ευνομία), o espírito da boa ordem, e a primavera deusa de pastos verdes
    - Dice O crescimento da primavera (Δίκη), espírito de justiça
    - Irene (Ειρήνη), espírito de paz e deusa da primavera

  - As deusas de crescimento de primavera
    - Talo (Θαλλώ), deusa de brotes de primavera e brote-los, identificado com Eirene
    - Auxo (Αυξώ), deusa de crescimento de primavera
    - Carpo (Καρπώ), deusa dos frutos veraniegos

  - As deusas de bem-estar
    - Ferusa (Φέρουσα) "o que traz"
    - Euporia (Ευπορίη) "abundância"
    - Ortosia (Ορθοσίη) "prosperidade"

  - As deusas das partes naturais do tempo e as horas do dia
    - Auge (Αυγή), a primeira luz da manhã
    - Anatole (Ανατολή) ou Anatolia (Ανατολία), a saída do sol
    - Música ou Musia (Μουσική), a hora da manhã da música e o estudo
    - Gimnástica (Γυμναστίκή) ou Gimnasia (Γυμνασία), a hora da manhã da ginástica / exercício
    - Ninfe ou Ninfes (Νυμφή), a hora da manhã das abluções (banhar-se, lavar)
    - Mesembria (Μεσημβρία), ao meio-dia
    - Espondé (Σπονδή), libaciones derramadas após o almoço
    - Elete ou Telete, a oração, a primeira das horas de trabalho pela tarde
    - Acte ou Acme (Ακτή) ou Cipris (Κυπρίς), comer e o prazer, a segunda das horas de trabalho pela tarde
    - Hesperis (Έσπερίς), pela tarde
    - Disis (Δύσις), posta do sol
    - Arctos (Άρκτος), céu noturno, constelação

  - As deusas das estações do ano
    - Eiar (Είαρ), primavera
    - Theros (Θέρος), verão
    - Pthinoporon (Φθινόπωρον), outono
    - Cheimon (Χειμών), inverno
- Coribantes (Κορύβαντες), os bailarinos com crista que adoravam a Cibeles
  - Damneo (Δαμνεύς) "o que domestica (?)"
  - Idaios (Ιδαίος) "do monte Ida"
  - Kirbas (Κύρβας), cujo nome é provavelmente uma variante de Korybas, singular para "Korybantes"
  - Okitoos (Ωκύθοος) "o que se executa com rapidez"
  - Primneo (Πρυμνεύς) "das zonas mais baixas (?)"
  - Pyrrhichos (Πυρῥιχος), deus de dança-a rústica
- As Ménades (μαινάδες), ninfas enloquecidas no séquito de Dioniso
  - Mete (Μέθη), ninfa da embriaguez
- As Melíades (Μελίαι), ninfas do mel e o fresno
- As Náyades (Ναιάδες), ninfas de água doce
  - Dafne (Δάφνη)
  - Métope (Μετώπη)
  - Mente (Μίνθη)
- As Nymphai Hyperboreioi (Νύμφαι Υπερβόρειοι), que presidian aspectos do tiro com arco
  - Hekaerge (Εκαέργη), representada distanciando-se
  - Loxo (Λοξώ), a trajetória representada
  - Oupis (Ουπις), objetivo representado
- As Oréades (Ὀρεάδες), ninfas das montanhas
  - Adrastea (Αδράστεια), uma babá do bebé Zeus
  - Eco (Ηχώ), uma ninfa que nunca amaldiçoou a falar, salvo para repetir as palavras de outros
- As Oceânides (Ωκεανίδες), ninfas de água doce
  - Beroe (Βερόη), uma ninfa de Beirut, a filha de Afrodite e Adônis, quem foi cortejada por tanto Dionísos e Poseidon
  - Calipso (Καλυψώ)
  - Clitia (Κλυτίη)
  - Idía (Ειδυια), a mais jovem das Oceanides
  - Estigia (Στύξ)
- Os Ourea (Ούρος), deuses primigênitos das montanhas
- A Palicos (Παλικοί), um par de deuses rústicos que presidiu os géiseres e águas termais em Sicília
- Pã (Πάν), deus dos pastores, os pastos, e a fertilidade
- Os Oceânidas (Ποταμοί), deuses dos rios
  - Aqueloo (Αχέλους)
  - Acis (Άκις)
  - Aqueronte (Αχέρων)
  - Alfeo (Αλφειός)
  - Asopo (Ασωπός)
  - Cladeo (Κλάδεος)
  - Eurotas (Ευρώτας)
  - Cócito (Kωκυτός)
  - Leteo (λήθη)
  - Peneo (Πηνειός)
  - Flegetonte (Φλεγέθων))
  - Asterión (Ἀστερίων)
  - Escamandro (Σκάμανδρος)
- Príapo (Πρίαπος), deus menor da fertilidade dos jardins
- Rea (Ῥέα), a grande mãe e a rainha das montanhas
- Os Sátiro s (Σάτυροι), espíritos de fertilidad rústicos
- Sileno (Σειληνός), um antigo deus rústico de dança a do lagar
- Telete (Τελέτη), deusa da iniciação nas orgías de Baco
- Zagreo (Ζαγρεύς), nos mistérios órficos, a primeira encarnação de Dioníso

### Divindades da agricultura
- Adonis (Άδωνις), um deidade referente à vida, morte e renacimiento
- Afaya (Αφαία), deusa menor da agricultura e a fertilidade
- Carme (Κάρμη), um espírito de Creta que presidia a festa da colheita
- Carmanor (Καρμάνωρ), um cretense deus das colheitas
- Crisótemis (Χρυσόθεμις), deusa de um festival da colheita, a filha de Deméter e Carmanor
- Ciamites (Κυαμίτης), semidios do grão
- Deméter (Δημήτηρ), deusa da fertilidade, a agricultura, o grão e a colheita
- Despoina (Δέσποινη), filha de Poseidon e Deméter, deusa dos mistérios em Arcadia
- Dioniso (Διόνυσος), deus da viticultura e o vinho
- Eunosto (Εύνοστος), deusa do molino de farinha
- Hestia (Ἑστία), deusa virginal do lar do lar quem presidiu a cozimento de pã, comida estável da humanidade
- Perséfone (Περσεφόνη), rainha do inframundo, esposa de Hades e deusa de crescimento de primavera
- Filomelo (Φιλόμελος), semideus agrícola inventor da carreta e o arado
- Pluto (Πλοῦτος), deus da riqueza, incluindo a riqueza agrícola, filho de Deméter
- Triptólemo (Τριπτόλεμος), deus da agricultura que ensinou a agricultura aos gregos

### Divindades da saúde
- Apolo, deus da saúde e a medicina
- Asclepio (Ασκληπιός), deus da cura
  - Aceso (Ἀκεσώ), deusa da cura de feridas e a cura de doenças
  - Egle (Αἴγλη), deusa da boa saúde radiante
  - Epione (Ἠπιόνη), deusa do calmante de dor
  - Higía (Ὑγεία), deusa da limpeza e o bom estado de saúde
  - Yaso (Ἰασώ), deusa de curas, remédios, e os modos de cura
  - Panacea (Πανάκεια), deusa da cura
  - Telesforo (Τελεσφόρος), semidiós de convalecencia, que "levou a cumprimento" recuperação de uma doença ou lesão

### Outras divindades
- Acratopotes (Ἀκρατοπότης), deus do vinho sem misturar
- Adrastea (Αδράστεια), filha de Ares e Afrodita, ou um epíteto de Némesis
- Agdistis (Ἄγδιστις), deidade hermafrodita frigia
- Alexiares e Aniceto (Αλεξιαρης e Ανικητος), filhos gémeos de Héracles que presidiram a defesa dos povos e cidadelas fortificadas
- Afrodito (Ἀφρόδιτος), deidade hermafrodita chipriota
- Astraea (Αστραία), deusa virgen da justiça
- Auxo (Αυξησία) e Damia (Δαμία), duas deusas da fertilidade locais
- As Cárites (Χάριτες), deusas do encanto, a beleza, a natureza, a criatividade humana e a fertilidade
  - Aglaya (Αγλαΐα), deusa da beleza, do enfeito, do esplendor e da glória
  - Eufrósine (Εὐφροσύνη), deusa da alegria e das bromas
  - Talia (Θάλεια), deusa das celebrações festivas e banquetes ricos e luxuosos
  - Hegemona (Ηγεμόνη) "domínio"
  - Antea (Άνθεια), deusa de flores e coroas de flores
  - Pasítea (Πασιθέα), deusa de descanso e relaxamento
  - Cleta (Κλήτα) "a gloriosa"
  - Faenna (Φαέννα) "o brilhante"
  - Eudaimonia (Ευδαιμονία) "felicidade"
  - Eutimia (Ευθυμία) "de bom humor"
  - Calleis (Καλλείς) "beleza"
  - Paidia (Παιδία) "jogo, a diversión"
  - Pandaisia (Πανδαισία) "banquete para todos"
  - Pannichis (Παννυχίς) "de toda a noite (festa)"
- Ceraon (Κεραων), semi-deus da comida, especialmente a mistura de vinho
- Criso (Χρύσος), espírito das riquezas de ouro
- Circe (Κίρκη), deusa-bruxa de Eea
- Daemones Ceramici (Δαίμονες Κεραμικοί), cinco espíritos malévolos que plagiado o oleiro do artesão
  - Syntribos (Σύντριβος), o destruidor
  - Smaragos (Σμάραγος), o acelerador
  - Asbetos (Ασβετος), o queimador
  - Sabaktes (Σαβάκτης), o destruidor
  - Omodamos (Ωμόδαμος), o horneador
- Deipneo (Δειπνεύς), semi-deus da preparação das comidas, especialmente a elaboração do pão
- Eiresione (Ειρεσιώνη), personificação do ramo de oliveira
- Ilícia (Εἰλείθυια), deusa do parto
- Enyalio (Ενυάλιος), menor deus da guerra
- Enio (Ἐνυώ), deusa da guerra destrutiva
- Harpócrates (Ἁρποκράτης), deus do silêncio
- Hermafrodito (Ἑρμάφρόδιτός), deus da hermafroditas e os homens afeminados
- Himeneo (Ὑμέναιος), deus do casal e as festas matrimoniais
- Ichnaea (Ιχναία), deusa de rastreamento
- Iynx (Ιύνξ), deusa do encanto amoroso
- Matton (Μάττων), semi-deus da comida, especialmente o amassado da massa
- As Musas (Μούσαι), deusas da música, o canto e dança-a, e a fonte de inspiração para poetas
  - Musas originais, filhas de Urano e Gaia
    - Aedea (Ἀοιδή), musa da canção
    - Arche (Αρχή), musa das origens
    - Meletea (Μελέτη), musa da meditação e a prática
    - Mnemea (Μνήμη), musa da memória
    - Telxínoe (Θελξινόη), musa "encantadora das mentes"

  - Musas do Olimpo, filhas de Zeus e Mnemósine
    - Calíope (Καλλιόπη), musa da poesia épica
    - Clio (Κλειώ), musa da história
    - Euterpe (Ευτέρπη), musa da poesia musical
    - Erato (Ερατώ), musa da poesia lírica
    - Melpómene (Μελπομένη), musa da tragédia
    - Polimnia (Πολυμνία) ou (Πολύμνια), musa da poesia sagrada
    - Terpsícore (Τερψιχόρη), musa de dança-a e a poesia coral
    - Talía (Θάλεια), musa do teatro
    - Urania (Ουρανία), musa da astronomia

  - Musas mais jovens, filhas de Apolo
    - Cefiso (Κεφισσώ)
    - Apolonis (Απολλωνίς)
    - Boristenis (Βορυσθενίς)
    - Hipate (Υπάτη) personifica à corda superior ou nota superior
    - Mese (Μέση) personifica à corda média ou nota média
    - Nete (Νήτη) personifica a primeira corda ou a nota mais baixa

  - Polymatheia (Πολυμάθεια), musa dos conhecimentos
- Palestra (Παλαίστρα), deusa da luta livre
- Rhapso (Ραψώ), deusa menor ou ninfa cujo nomeie ao que parece refere-se à costura

## Mortais

### Mortais deificados
- Aquiles (Ἀχιλλεύς), herói da guerra de Troia e uma personagem central na Ilíada de Homero.
- Éaco (Αἰακός), um rei de Egina, designado como Juiz dos Mortos no inframundo após sua morte.
- Eolo (Αἴολος), filho de Hípotes, que Zeus converteu em rei imortal dos ventos.
- Anfiarao (Ἀμφιάραος), um herói da guerra dos Sete contra Tebas que se converteu num espírito oracular do inframundo após sua morte.
- Ariadna (Αριάδνη), uma princesa cretense que se converteu na esposa imortal de Dionísio.
- Aristeo (Ἀρισταῖος), um herói de Tesália, seus inventos o imortalizaram como o deus da apicultura, fabricação de queijos, a criação de animais domésticos, o cultivo da oliveira, e a caça.
- Asclépio (Ἀσκληπιός), um médico de Tesália que foi abatido por Zeus, e recuperado mais tarde por seu pai Apolo.
- Atis (Ἄττις), um amante de Cibeles, que se lhe concedeu a imortalidade como uma de seus assistentes.
- Bolina (Βολίνα), uma mulher mortal transformada numa ninfa imortal por Apolo.
- Dióscuros, os gêmeos mortais Dioscuros; após a morte de Castor, seu irmão imortal Pólux compartilhou sua divindade com ele com o fim de que pudessem permanecer juntos.
- Endimión (Ἐνδυμίων), amante de Selene, concedeu-se-lhe sonho eterno pelo qual nunca envelhecia ou morria.
- Ganimedes, Herói troiano e amante de Zeus, a quem deu-se-lhe a imortalidade e nomeou-se-lhe copero dos deuses.
- Glauco (Γλαῦκος), deus dos pescadores do mar, fez-se imortal após comer uma erva mágica.
- Hemitea (Ἡμιθέα) e Partenos (Παρθένος), princesas da Ilha de Naxos que saltaram ao mar para escapar da ira de seu pai; Apolo transformou-as em semi-deusas.
- Heracles (Ἡρακλῆς) ou Hércules, o mais célebre dos heróis gregos.

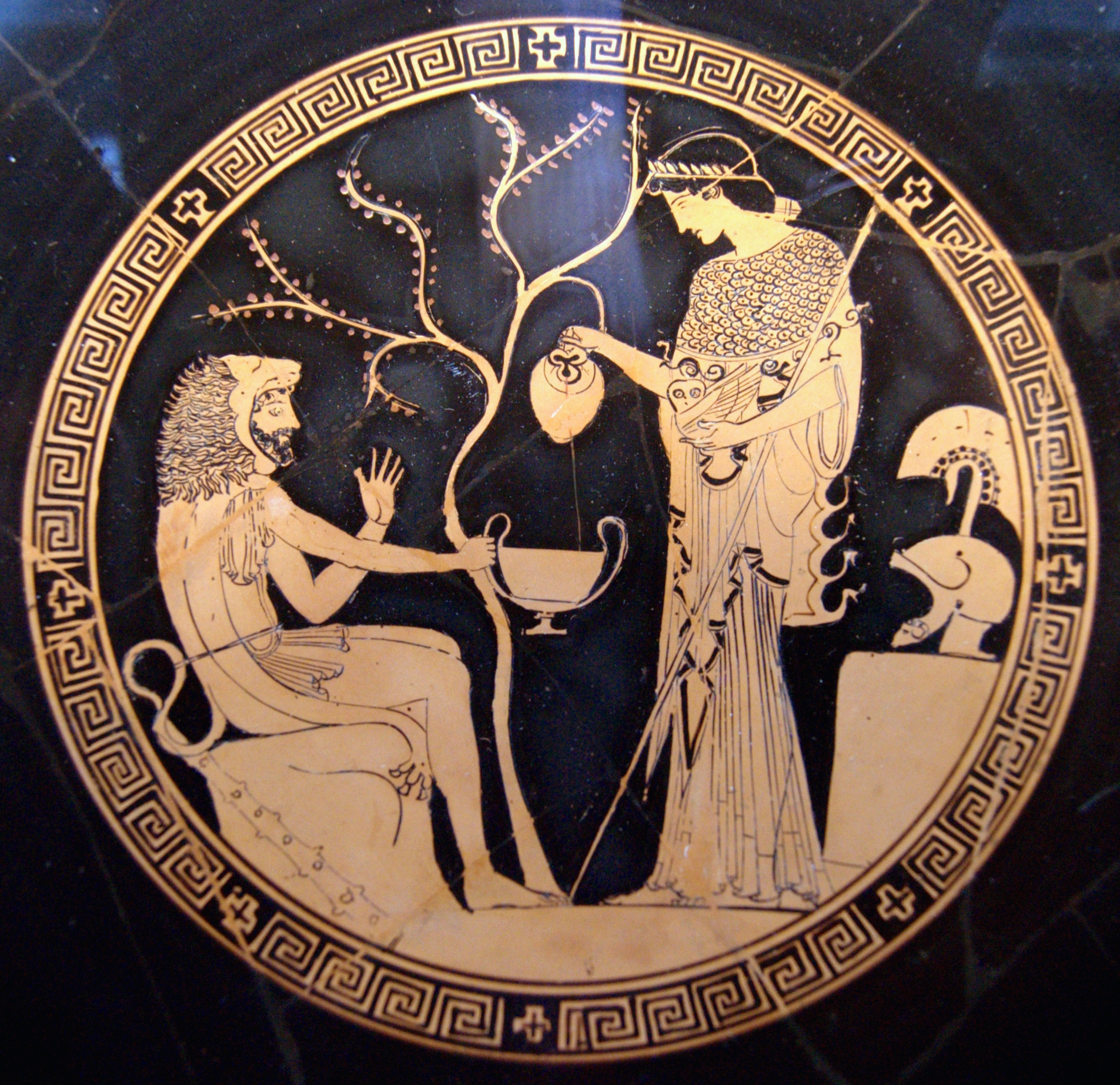
Atena servindo uma bebida a Héracles, que leva a pele do León de Nemea

- Lámpsace (Λαμψάκη), uma princesa dos bébrices honrada como deusa por sua assistência aos gregos.
- Minos (Μίνως), um rei de Creta, designado como Juiz dos Mortos no inframundo após sua morte.
- Ino (Ἰνώ), uma princesa de Tebas que se converteu em deusa do mar Leucoteia.
- As Leucipodes (Λευκιππίδες), esposas dos Dioscuros; Febe (Φοίβη), esposa de Pólux e Hilaíra (Ἱλάειρα ), esposa de Castor.
- Oritia (Ὠρείθυια), uma princesa ateniense sequestrado por Bóreas e convertida em deusa dos ventos frios racheados de montanha.
- Palemón (Παλαίμων), um príncipe de Tebas, convertido em deus do mar junto com sua mãe, Ino.
- Filonoe (Φυλονόη), filha de Tíndaro e Leda, feita imortal por Ártemis.
- Psique (Ψυχή), deusa do alma.

### Heróis
- Abdero, herói que ajudou a Herácles durante seu oitavo trabalho, quando foi assassinado pelas Yeguas de Diomedes.
- Eneias (Αινείας), um herói da guerra de Troia e progenitor do povo romano.
- Ájax, o Grande (Αίας ο Μέγας), um herói da guerra de Troia e o rei de Salamina.
- Ájax, o Menor (Αίας ο Μικρός), um herói da guerra de Troia e líder do exército de Lócrida.
- Anfitrião (Αμφιτρύων), geral tebano que resgatou a Tebas da zorra teumesia; sua esposa era Alcmena mãe de Herácles.
- Belerofonte, herói que matou a Quimera.
- Crísipo, um herói divino de Elis.
- Dédalo, criador do labirinto e um grande inventor, até que o rei Minos lhe atrapou em sua própria criação.
- Diomedes, um rei de Argos e herói da guerra de Troia.
- Elêusis, herói epônimo da cidade de Elêusis.
- Eunosto, um herói de Beócia.
- Heitor, herói da guerra de Troia, encarregado da defesa da cidade.
- Iolau, sobrinho de Héracles que ajudou a seu tio num de seus doze trabalhos.
- Jasão, líder dos Argonautas.
- Meleagro, um herói que navegou com os argonautas e matou ao javali de Calidão.
- Narciso, um herói da Beócia que se apaixonou pelo próprio reflexo. Famoso pelo orgulho e beleza.
- Odisseu, um herói e rei de Ítaca cujas aventuras são objeto da Odisseia de Homero; também jogou um papel finque durante a guerra de Troia.
- Orfeu, um músico e poeta legendário que tratou de recuperar a sua esposa morrida do Inframundo.
- Pandião, o herói epônimo da tribo grega Pandionídeos, supõe-se que é um dos legendários reis atenienses Pandião I ou Pandião II.
- Perseu (Περσεύς), filho de Zeus e o rei-fundador de Micenas e assassino da Górgona Medusa.
- Teseu, filho de Poseidon e um rei de Atenas e assassino da Minotauro.

### Mulheres notáveis
- Alcestis (Άλκηστις), filha de Pelias e esposa de Admeto, que era conhecida por sua devoção a seu marido.
- Amimone, a única filha de Dânao que se negou a matar a seu marido, escapando assim o castigo de suas irmãs.
- Andrómaca (Ανδρομάχη), esposa de Heitor.
- Andrómeda  (Ανδρομέδα), esposa de Perseu, que foi colocado entre as constelações após sua morte.
- Antígona  (Αντιγόνη), filha de Édipo e Jocasta.
- Aracne (Αράχνη), uma tecedora experiente, transformada por Atena numa aranha por sua blasfêmia.
- Ariadna (Αριάδνη), filha de Minos, rei de Creta, que ajudou a Teseu na derrota do Minotauro e se converteu na esposa de Dionísio.
- Atalanta (Αταλάντη), veloz heroína que participou na caça de javali de Calidón.
- Briseida, uma princesa de Lirneso, tomada por Aquiles como troféu de guerra.
- Céneo, anteriormente Cênis, uma mulher que se transformou num homem e se converteu num poderoso guerreiro.
- Casandra, uma princesa de Troia condenada a ver o futuro e que nunca fosse crida.
- Casiopea (Κασσιόπεια), rainha de Æthiopia e mãe de Andrómeda.
- Clitemnestra, irmã de Helen e esposa infiel de Agamenom.
- Dánae, a mãe, junto a Zeus, de Perseu.
- Dejanira, a terceira esposa e assassina involuntária de Héracles.
- Electra, filha de Agamenom e Clitemnestra, ajudou a seu irmão Orestes na vingança na contra-mão de sua mãe pelo assassinato de seu pai.
- Europa, uma mulher fenícia, sequestrada por Zeus.
- Hécuba (Ἑκάβη), esposa de Príamo, rei de Troia, e mãe de dezenove de seus filhos.
- Helena, filha de Zeus e Leda, cujo sequestro provocou a Guerra de Troia.
- Hermíone (Ἑρμιόνη), filha de Menelau e Helena; esposa de Neoptólemo, e mais tarde de Orestes.
- Ifigenia, filha de Agamenom e Clitemnestra; Agamenom sacrificou-a a Artêmis com o fim de apaziguar à deusa.
- Ismene, irmã de Antígona.
- Jocasta, mãe e esposa de Edipo.
- Medeia, uma feiticeira esposa de Jasão, quem matou a seus próprios filhos para castigar a Jasão por sua  infidelidade.
- Medusa, uma mulher mortal transformada numa horrível górgona por Atena.
- Níobe, uma filha de Tántalo, que se declarou superior a Leto, o que provocou que Artêmis e Apolo matassem a seus catorze filhos.
- Pandora, a primeira mulher.
- Penélope, leal esposa de Odisseu
- Fedra, filha de Minos e esposa de Teseu.
- Políxena, a filha menor de Príamo, sacrificada ao espírito de Aquiles.
- Sêmele, mãe mortal de Dionisio.
- Tracia, a filha de Oceano e Partenope, e irmã de Europa.

### Reis
- Abante, um rei de Argos.
- Acasto, um rei de Iolco que navegou com os Argonautas e participou na caça do javali de Calidômio.
- Acrisio, um rei de Argos.
- Acteo, primeiro rei de Ática.
- Admeto (Άδμητος), um rei de Feras que navegou com os Argonautas e participou na caça do javali de Calidômio.
- Adrasto (Άδραστος), um rei de Argos e um dos sete contra Tebas.
- Éaco (Αιακός), um rei da ilha de Egina no golfo Sarónico; após sua morte, converteu-se num dos três juízes dos mortos no inframundo.
- Eetes, um rei da Cólquida e pai de Medeia.
- Egeo (Αιγεύς), um rei de Atenas e pai de Teseu.
- Egimio, um rei de Tesalia e progenitor dos Dorios.
- Egisto (Αίγισθος), amante de Clitemnestra, com quem conspirou para assassinar a Agamenom apoderando-se do reinado de Micenas.
- Egito (Αίγυπτος), um rei de Egito.
- Esón, pai de Jasão e legítimo rei de Iolco, cujo trono foi usurpado por seu meio-irmão Pelias.
- Etlio (Αέθλιος), primeiro rei de Elis.
- Etolo (Αιτωλός), um rei de Elis.
- Agamenom (Ἀγαμέμνων), um rei de Micenas e general dos exércitos gregos durante a guerra de Troia.
- Agástenes, um rei de Elis.
- Agénor (Αγήνωρ), um rei de Fenícia.
- Alcínoo (Αλκίνους or Ἀλκίνοος), um rei de Esqueria.
- Alcmeão, um rei de Argos e um dos Epígonos.
- Aleu, um rei de Tégea.
- Anfiarao (Ἀμφιάραος), um vidente e rei de Argos, que participou na caça de javali de Calidômio e a guerra dos Sete contra Tebas.
- Anfictião (Ἀμφικτύων), um rei de Atenas.
- Anfião e Zeto, filhos gémeos de Zeus e reis de Tebas, que construíram as muralhas da cidade.
- Ámico, filho de Poseidon e rei dos Bébrices.
- Anaxágoras (Ἀναξαγόρας), um rei de Argos.
- Anquises (Αγχίσης), um rei de Dardania e pai de Aeneas.
- Arcésio, um rei de Ítaca e pai de Laertes.
- Argeu, um rei de Argos.
- Argos, um filho de Zeus e rei de Argos.
- Assáraco, um rei de Dardânia.
- Astério, um rei de Creta.
- Atamante (Ἀθάμας), um rei de Orcômeno.
- Atreu (Ἀτρεύς), um rei de Micenas e pai de Agamenão e Menelau.
- Augias (Αυγείας), um rei de Elis.
- Autesião, um rei de Tebas.
- Bias, um rei de Argos.
- Busíris, um rei de Egito.
- Cadmo, rei fundador de Tebas.
- Car, um rei de Mégara.
- Catreu, um rei de Creta, profetizou a morte nas mãos de seu próprio filho.
- Cécrope, um rei autótone de Atenas.
- Ceiso, um rei de Argos.
- Céleo, um rei de Elêusis.
- Céfalo, um rei de Fócida que matou acidentalmente a sua própria esposa.
- Cefeu, um rei de Etiópia.
- Cefeu, um rei de Tégea e um Argonauta.
- Carnabon, um rei dos Getas.
- Cíniras, um rei de Chipre e pai de Adônis.
- Codro, um rei de Atenas.
- Corinto, rei fundador de Corinto.
- Cranau, um rei de Atenas.
- Creonte, um rei de Tebas, irmão de Jocasta e tio de Edipo.
- Creonte, um rei de Corinto que foi hospitalário com Jasão e Medeia.
- Cres, um dos primeiros reis de Creta.
- Cresfontes, um rei da Messênia e descendente de Héracles.
- Creteu, rei fundador de Iolco.
- Criaso, um rei de Argos.
- Cilarabes, um rei de Argos.
- Cinortas, um rei de Esparta.
- Cízico, rei dos doliões, erroneamente assassinado pelos argonautas.
- Dánao, um rei de Egito e pai dos Danaides.
- Dardanus, rei fundador de Dardano, e filho de Zeus e Electra.
- Deifontes, um rei de Argos.
- Demofoonte, um rei de Atenas.
- Diomedes, um rei de Argos e herói da guerra de Troia.
- Équemo, um rei de Arcádia.
- Equeto, um rei de Epiro.
- Eetión, um rei de Tebas Hipoplacia e pai de Andrómaca.
- Electrião, um rei de Tirinto e Micenas; filho de Perseu e Andrómeda.
- Elefenor, um rei dos abantes de Eubea.
- Elêusis, rei epónimo de Elêusis, Ática.
- Épafo, um rei de Egito e fundador da cidade de Mênfis.
- Epopeu, um rei de Sicião
- Erecteu, um rei de Atenas
- Ergino, um rei de Orcómeno em Boecia.
- Erictonio, um rei de Atenas, nascido da violação de Hefesto a Atena.
- Eteocles, um rei de Tebas e o filho de Edipo; ele e seu irmão Polinices se mataram entre si.
- Etéocles, um rei de Orcômeno.
- Eurotas, um rei de Esparta.
- Euristeu, um rei da Argólida.
- Gelanor, um rei de Argos.
- Heleno, adivinho e irmão gêmeo de Casandra, quem mais tarde converteu-se em rei de Epiro.
- Hipótoo, um rei de Elêusis.
- Hirieu, um rei de Boecia.
- Ilo, rei fundador de Troia.
- Laertes, pai de Odisseu e rei dos cefalenios; navegou com os argonautas e participou na caçada de javali  de Calidomio.
- Laomedonte, um rei de Troia e pai de Príamo.
- Licaão, um desonesto rei de Arcádia que foi transformado por Zeus num lobo.
- Licurdo, um rei de Arcádia.
- Licurdo, um rei de Nemeia.
- Macedno, um rei de Macedônia.
- Megareo, um rei de Tebas.
- Melampo, um adivinho e curandeiro legendário e rei de Argos.
- Melanto, um rei de Messénia.
- Mêmnon, um rei de Etiópia que lutou no lado de Troia durante a guerra de Troia.
- Menelau, um rei de Esparta e o marido de Helena.
- Menesteu, um rei de Atenas que lutou no lado de Grécia durante a guerra de Troia.
- Midas, um rei de Frigia ao que se lhe concedeu o poder de converter qualquer coisa em ouro ao a tocar.
- Minos, um rei de Creta; após sua morte, converteu-se num dos juízes dos mortos no inframundo.
- Miles, um rei de Lacônia.
- Nestor, um rei de Pilos que navegou com os argonautas, participou na caçada de javali de Calidômio e brigou contra os exércitos gregos na guerra de Troia.
- Nicteu, um rei de Tebas.
- Odisseu, um herói e rei de Ítaca cujas aventuras são objeto da Odisseia de Homero; também jogou um papel finque durante a Guerra de Troia.
- Ébalo, um rei de Esparta.
- Édipo, um rei de Tebas destinado a matar a seu pai e casar com sua mãe.
- Eneu, um rei de Calidão.
- Enomau, um rei de Pisa.
- Enopião, um rei da ilha de Quios.
- Ogiges, um rei de Tebas.
- Écles, um rei de Argos.
- Ileu, um rei de Lócris.
- Orestes, um rei de Argos e filho de Clitemnestra e Agamenon; matou a sua mãe em vingança pela morte de seu pai.
- Oxintes, um rei de Atenas.
- Pandião I, um rei de Atenas.
- Pandião II, um rei de Atenas.
- Peleu, rei dos Mirmidão e pai de Aquiles; navegou com o argonautas e participou na caçada de javali de Calidão.
- Pélias, um rei de Iolcos e usurpador do trono que lhe corresponde de Esão.
- Pélope, um rei de Calca e fundador da Casa de Atreo.
- Penteu, um rei de Tebas, que proibiu o culto de Dionino e foi destronado por Ménades.
- Perseu (Περσεύς), rei fundador de Micenas e assassino da górgona Medusa.
- Fineu, um rei de Trácia.
- Flégias, um rei dos Lápitas.
- Fénix, rei fundador de Fenicia.
- Foroneu, um rei de Argos.
- Fileu, um rei de Elis.
- Pirítoo, rei dos lápitas e marido de Hipodâmia, em cujo casamento se iniciou a Batalha de lapitas e centauros.
- Piteu, um rei de Trezena e avô de Teseu.
- Pólibo, um rei de Corinto.
- Polinices, um rei de Tebas e filho de Édipo; ele e seu irmão Etéocles se mataram.
- Príamo, rei de troiano durante a Guerra de Troia.
- Preto, um rei de Argos e Tirinto.
- Pilades um rei de Fócida e amigo de Orestes.
- Radamantis, um rei de Creta; após sua morte, converteu-se em juiz dos mortos no Inframundo.
- Reso, um rei de Trácia, que pôs do lado troiano na Guerra de Troia.
- Sarpedão, um rei de Licia e o filho de Zeus que lutou no lado dos gregos durante a Guerra de Troia.
- Sitão, um rei de Trácia.
- Tálao, um rei de Argos, que navegou com os argonautas.
- Tegirio, um rei de Tracia.
- Télamo, um rei de Salamina e pai de Ajax; navegou com os argonautas e participou na caçada de javali de Calidão.
- Télefo, um rei de Misia e filho de Héracles.
- Témeno, um rei de Argos e descendente de Herácles.
- Teucro, rei fundador de Salamia que lutou ao lado dos gregos durante a Guerra de Troia.
- Teutamides, um rei de Larissa.
- Teutrante, um rei de Misia.
- Tersandro, um rei de Tebas e um dos Epígonos.
- Teseu, um rei de Atenas e assassino do Minotauro.
- Tiestes, um rei de Micenas e irmão de Atreo.
- Tisâmeno, um rei de Argos, Micenas, e Esparta.
- Tindareo, um rei de Esparta.

### Adivinhos
- Anfíloco (Αμφίλοχος), um adivinho irmão de Alcmeon que morreu na Guerra dos Sete contra Tebas.
- Anio, filho de Apolo que profetizou que a Guerra de Troia ganhar-se-ia em seu décimo ano.
- Branco, um adivinho filho de Apolo.
- Calcas, um poderoso e célebre adivinho que ajudou aos gregos durante a Guerra de Troia.
- Carno, an acarnanio um adivinho e amante de Apolo.
- Caria, um adivinho e amante de Dionísio.
- Casandra, uma princesa de Troia condenada a ver o futuro, e que ninguém a cresse.
- Ennomo, um vidente de Misia , assassinado por Aquiles durante a Guerra de Troia.
- Haliterses, um vidente de Ítaca que advertiu aos pretendentes de Penélope do regresso de Odisseu.
- Héleno, vidente e irmão gêmeo de Casandra, quem mais tarde converteu-se em rei de Epiro.
- Yamo, um filho de Apolo que poesia o dom da profecia, fundou os Yámidas.
- Idmon, um vidente que navegou com os argonautas.
- Manto, vidente e a filha de Tirésias.
- Melampo, um adivinho e curandeiro legendário e rei de Argos.
- Mopso, o nome de dois videntes legendarios.
- Poliido, um adivinho de Corinto que salvou a vida de Glauco.
- Telemo, um vidente que previu que o ciclope Polifemo seria cegado por Odisseu.
- Teoclimeno, um profeta de Argos.
- Tiresias, um adivinho cego de Tebas.

### Amazonas
- Égea, uma rainha das Amazonas.

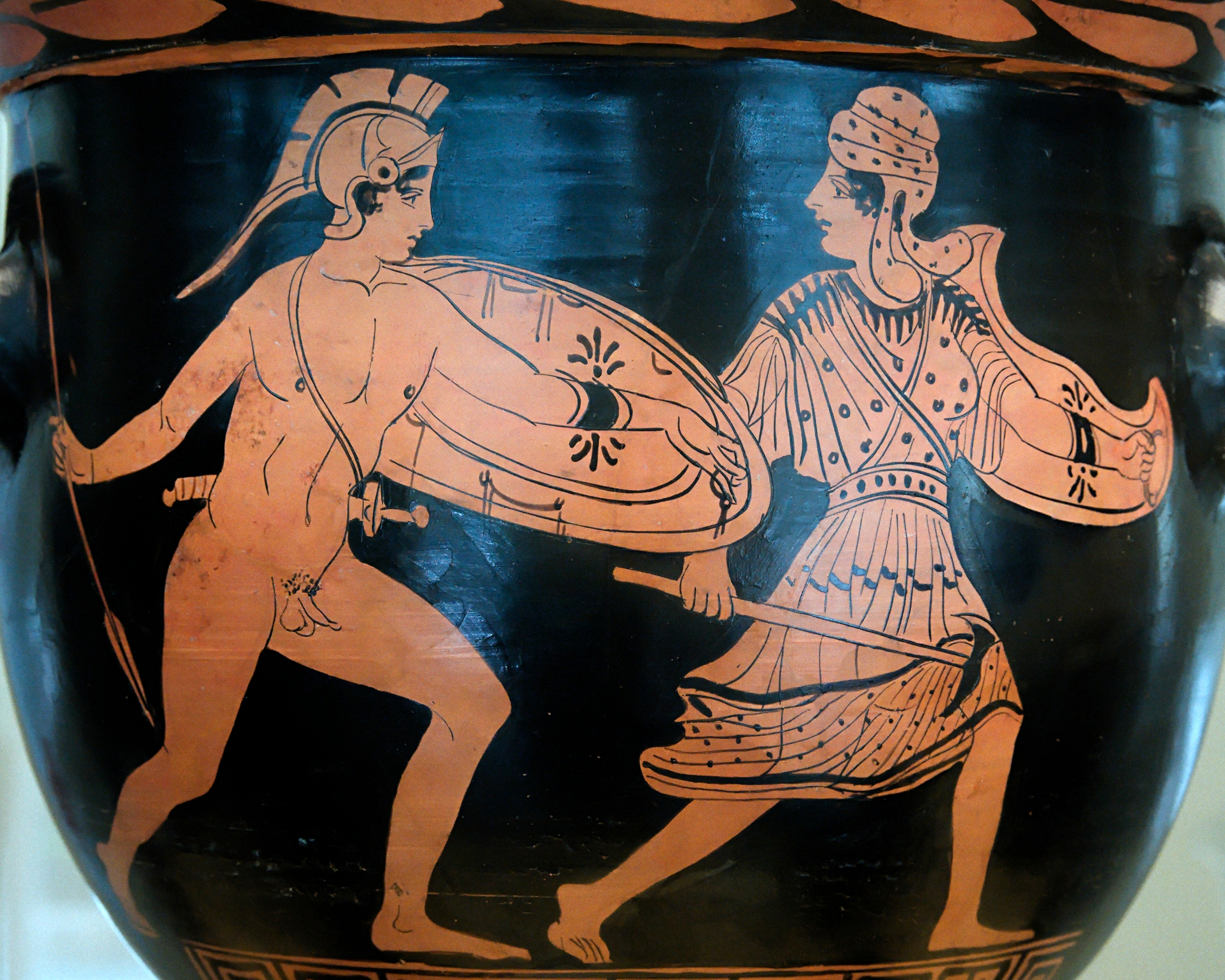
Aquiles e Pentesilea, finais do século V a. C.)

- Aela (Ἄελλα), uma amazona que foi morta por Herácles.
- Alcibie (Ἀλκιβίη), uma guerreira amazônica, morta por Diomedes em Troia.
- Antandre (Ἀντάνδρη), uma guerreira amazônica, morta por Aquiles em Troia.
- Antíope (Ἀντιόπη), uma filha de Ares e irmã de Hipólita.
- Areto (Ἀρετώ), uma Amazona.
- Astéria (Ἀστερία), uma amazona que foi morta por Herácles.
- Bremusa (Βρέμουσα), uma guerreira amazônica, morrida por Idomeneu em Troia.
- Celeno (Κελαινώ), uma guerreira amazônica, morta por Herácles.
- Eurípile (Εὐρυπύλη), um líder das Amazonas que invadiu Nino e Babilônia.
- Hipólita (Ἱππολύτη), uma rainha das Amazonas e filha de Ares.
- Hipótoe (Ἱπποθόη), uma guerreira amazônica, morrida por Aquiles em Troia.
- Ífito (Ἰφιτώ), uma amazona que serviu a Hipólita.
- Lâmpedo (Λαμπεδώ), uma rainha amazona que governou com sua irmã Marpésia.
- Marpésia (Μαρπεσία), uma rainha amazona que governou com sua irmã Lâmpedo.
- Melanipe (Μελανίππη), uma filha de Ares e irmã de Hipólita e Antíope.
- Molpadia (Μολπαδία), uma amazona que matou a Antíope.
- Mirina (Μύρινα), uma rainha das Amazonas.
- Oritia (Ὠρείθυια), uma rainha das Amazonas.
- Otrera (Ὀτρήρα), uma rainha das Amazonas, consorte de Ares e mãe de Hipólita.
- Pantariste (Πανταρίστη), uma amazona que lutou com Hipólita contra Herácles.
- Pentesileia (Πενθεσίλεια), uma rainha das Amazonas que lutou na Guerra de Troia do lado de Troia.

### Prisioneiros doTártaro
- As Danaides, quarenta e nove filhas de Dánao que assassinaram a seus maridos e foram condenados a levar eternamente água em jarras rompidas.
- Ixión, um rei dos lápitas que tentou violar a Hera e estava atado a uma roda de fogo no Tártaro.
- Sísifo, um rei de Tessália que tratou de enganar à morte e foi condenado eternamente a rodar uma pedra à cume de uma colina, só para a ver rodar de novo para abaixo.
- Tántalo, um rei de Anatólia, que matou a seu filho Pélope e o serviu de comida aos deuses; foi castigado com o tormento da fome, com a comida e a bebida eternamente pendurando fora de seu alcance.